# Александар Обреновић
Александар I Обреновић V (Београд, 2/14. август 1876 — Београд, 29. мај/11. јун 1903) је био краљ Србије (1889—1903), последњи из династије Обреновић, који је, заједно са својом супругом краљицом Драгом Обреновић, убијен у Мајском преврату 1903. Краљ Александар је био први син краља Милана и краљице Наталије Обреновић, и једини који је преживео детињство.
Рођен је 14. (2) августа 1876. као први син и дете кнеза Милана Обреновића и кнегиње Наталије, око месец и по дана након почетка Првог српско-турски рата, а две недеље након смрти бабе Марије Обреновић. Био је први српски краљ који се родио у Београду. Добио је име Александар по свом куму руском цару Александру II. Када је имао две године у седмом месецу му се родио брат Сергеј, али је пар дана по рођењу преминуо, тако да је Александар остао једини брачни син династије Обреновић. На свој седми рођендан 14. (2) августа 1883. га је отац званично уписао у војне редове. Поводом тога је краљ Милан истог дана издао и проглас у званичним новинама у којима се то јавља јавности, а поред тога је објавио и да VII батаљон сталног кадра од тада постаје пук, и да се зове "Пук Његовог Височанства Краљевића Престолонаследника Александра".
Детињство му је било обележено свађама његових родитеља, који су се напослетку незванично развели 1886, после чега је он живео у иностранству са мајком. Према условима незваничног развода, њих двоје су живелу у Висбадену у Немачкој. Две године касније је краљ Милан захтевао да се Александар врати код њега, што је Наталија одбила, па је на предлог Ота фон Бизмарка организована отмица принца Александра у Висбадену, када је под војном и полицијском пратњом дванаестогодишњи Александар узет од мајке, и послат у Србију. Око шест месеци након тога, на државни празник проглашења Краљевине Србије, отац му је 6. марта (22. фебруара) 1889. изненада поднео оставку на место краља и пренео круну на њега. С обзиром да није имао ни пуних 13 година, до пунолетства, које је требало бити 14. (2) августа 1894, у његово име је владало Намесништво које су чинили Јован Ристић, Јован Белимарковић и Коста Протић. Према Слободану Јовановићу, за време Намесништва је млади краљ био велика мистерија за народ, јер је ретко излазио у јавност, а и тим ретким приликама је увек ишао окружен тешком оружаном пратњом. Јавност је била обавештавана о његовом образовању, и углавном је могла да га види на неким светковинама и државним празницима.
Александар се 1893. прогласио пунолетним, укинуо Намесништво и преузео сву власт у своје руке. Овај потез га је начинио популарним. Овај својеврсни државни удар је из сенке организовао његов отац Милан. Пар месеци након што је преузео власт, отишао је у Тополу и положио венац на Карађорђев гроб. Друга одлука, која је дубоко озлоједила многе људе, је било укидање слободоумног устава из 1888. и враћање апсолутистичког устава из 1869. За време Александрове владавине, Србија је била у тешкој ситуацији. 1897. године је довео свог оца Милана у Србију. Милан није остао само као краљев отац, већ је добио титулу врховног заповедника војске. Русија је била нарочито неповерљива због ове одлуке, пошто је Милан био означен као аустрофил. Десет пута је мењао владу, три пута је мењао устав, а једном је накратко увео неуставно стање. Незадовољства је било и што се оженио удовицом Драгом Машин. Није био посебно омиљен међу Србима. Сматран је за слабог владара и мушкарца јер је супругину фамилију поставио на важне државне позиције.
Незадовољство појединих официра Александровом владавином је врхунац имало у мају 1903. када је група завереника, припадника тајног друштва Црна рука, предвођена Драгутином Димитријевићем Аписом мучки убила краљевски пар и бацила кроз прозор у двориште. Након смрти краља Александра, на трон Србије је дошла династија Карађорђевић. Стицајем околности је на његовог даљег рођака кнеза Михаила, такође извршен атентат 10. јуна (29. маја) 1868, односно тачно 35 година раније.
Његова владавина је била углавном засењена начином његове смрти и женидбом која није била популарна, па се стиче утисак да није скоро ништа добро урадио током своје владавине. Међутим, током путовања на Хиландар 1896. је спасио манастир од падања у бугарске руке и преко ангажовања свог оца је у периоду од 1897-1900 доста рађено на српској војсци.
За време његове владавине је Никола Тесла први и једини пут посетио Србију и Београд 1. јуна (17. маја) 1892. године, а Александар га је и лично дочекао сутрадан са министром просвете Андром Николићем. За време његове владавине су отворене и прве електране у Србији. Прва јавна електрана у Србији, Термоелектрана на Дорћолу, почела је са радом 5. октобра (23. септембра) 1893. године. Прва хидроелектрана, Мала хидроелектрана на реци Градац код Ваљева, отворена је 9. маја 1900. године, чиме је Ваљево постало први град са електричном енергијом у Србији. Такође је и у Ужицу 2. августа 1900. отворена прва хидроелектрана саграђена по Теслиним принципима — Мала хидроелектрана Под градом.
Први је српски владар који се сусрео са кнезом Николом у Србији, на Видовдан 1896. године, а био је миропомазан за краља, и учествовао је у прослави 500. годишњице боја на Косову у Крушевцу 27. (14) јуна 1889. године. Са краљицом Викторијом Хановерском је уговорио споразум о међусобном изручењу криминалаца Србије и Велике Британије, који је начињен је 6. децембра (23. новембра) 1900. године у два примерка у Београду. Споразум је са српске стране потписао тадашњи председник Владе и министар спољних послова Алекса Јовановић, а са британске амбасадор Уједињеног Краљевства у Србији Џорџ Франсис Бонхам. Званично је објављен 25. (13) фебруара 1901. године у службеним Српским новинама.

## Младост

### Рано детињство
После убиства кнеза Михаила Обреновића 10. јуна (29. маја) 1868. његов отац Милан Обреновић је изабран за новог кнеза Србије. Миланов отац Милош је био брат од стрица кнезу Михаилу. Милан се оженио Наталијом Кешко, кћерком молдавског бојара.
Александар Обреновић је рођен 14. (2) августа 1876. године у једном породилишту које је лично финансирао његов отац Милан, који је у то време био кнез. Рођендан му је био 8 дана пре рођендана његовог оца. Око два месеца пре његовог рођења је Кнежевина Србија започела Први српско-турски рат, а месец дана раније му је преминула баба са очеве стране, Марија Обреновић. У званичним Српским новинама је наведено да је порођај кнегиње Наталије прошао добро, и да су и она и новорођени престолонаследник доброг здравља. Његову мајку је 4 дана по његовом рођењу ухватила грозница за коју је наведено да није озбиљна, али због ње она и кнез Милан за разлику од устаљеног обичаја нису примали никога у двор за Миланов 22. рођендан, који је био 22. (10) августа. Глас Црногорца је 17. (5) августа пренео да се кнегиња Наталија породила и дала Србији наследника. Том приликом је написано и "Дјелећи ову радост наше рођене браће у Србији, желимо да се скорим сјединимо у другој све-српској, заједничкој радости на уранку ослобођења укупног народа српскога, што у Турској страда". У то време је Кнежевина Црна Гора такође водила рат против Турака.
Крштен је 22. (10) октобра 1876, на прву годишњицу брака његових родитеља. Митрополит београдски Михаило га је са свештенством крстио, а добио је име Александар по свом куму руском цару Александру II. Цара русије је представљао амбасадор у Србији Андреј Николајевич Карцов, а поред њега су на крштењу присуствовали и сви тадашњи конзули, министри, чиновници, и остали званичници.
Када је имао две године, 14. (2) септембра 1878. му се родио млађи брат Сергеј (Сергије). За разлику од Александра, Сергеј је крштен врло брзо после рађања, а у званичним новинама Кнежевине Србије је наведено да су и он и кнегиња Наталија добро, упркос томе што се он родио у 7. месецу трудноће. Нажалост, Сергеј је живео само 5 дана пре него што је 19. (7) септембра преминуо услед грчева у гркљану. Истог дана је био сахрањен у Старој цркви Светог Марка у Београду.
Када је имао око 5 година на његовог кума Александра II, по коме је добио име, 13. марта 1881. је извршен атентат, а 13. (1) јуна му је преминула прабаба са очеве стране Томанија Обреновић. Томанија је била супруга Јеврема Обреновића, и са њим је започела грану династије Обреновић којој су припадали Милан и Александар. Идуће године, када је 6. марта (22. фебруара) Србија проглашена за краљевину, Александар је трећим чланом прогласа краља Милана Обреновића постао краљевић престолонаследник. Био је први краљевић Србије после цара Душана, који је био краљевић свом оцу Стефану Дечанском. У години када је постао краљевић је на његовог оца Милана 11. октобра извршен неуспешни атентат, када је Илка Марковић, удовица Јеврема Марковића, промашила краља пуцњем из револвера.

### Упис у војне редове
По устаљеном обичају за престолонаследнике његов сваки рођендан се свечано прослављао, а на његов седми рођендан 14. (2) августа 1883. отац краљ Милан га је званично уписао у војне редове. Поводом тога је краљ Милан истог дана издао и проглас у званичним новинама у којима се то јавља јавности, а поред тога је објавио и да VII батаљон сталног кадра од тада постаје пук, и да се зове "Пук Његовог Височанства Краљевића Престолонаследника Александра". Такође је објављено и да је немачки цар Вилхелм I позвао Милана да у првој половини септембра 1883. присуствује великим маневрима XI корпуса немачке војске у околини Хомбурга, на који се он одазвао. Министар војске генерал Тихомиљ Николић је објавио наредбу поводом тог догађаја, у коме је наведен редослед приликом војне свечаности која би обележила тај чин, и речено је да краљевић Александар приступа као редов у 1. чету VII батаљона сталног кадра у чији рекрутни круг спада варош Београд.
На дан прославе и свечаног чина поводом Александровог уласка у војску Београд је био окићен многобројним народним тробојкама, а улице су од 8 сати ујутру биле пуне народа. У 9 пре подне је у цркви Ружици започела архијерејска служба и блегодарење које је водио митрополит београдски Теодосије са многобројним свештенством. Седми батаљон, у који је Александар улазио и који је од тог дана носио његово име, био је постројен у горњем граду, а поред њих су били присутни и представници осталих трупа београдског гарнизона уз официре. По окончању службе у Ружици митрополит Теодосије је са литијом кренуо ка трибини која је била припремљена за краља Милана, краљицу Наталију, и престолонаследника Александра. На трибини су већ били присутни министри актуелне владе Милана Пироћанца. Долазак краљевске породице је поздрављен свечаном пуцњавом топова са београдских зидина.
Краљ и краљица су у град стигли у 10 сати уз поздрав окупљеног народа. На трибини је најпре прочитана молитва, па је затим командант активне војске прочитао наредбу и указ краља Милана који је објављен на насловној страни службених новина. Затим су војни министар (Тихомиљ Николић), командант дунавске дивизије, командант дунавске дивизије, командант дунавског пешадијског пука, командант VII батаљона, и командир 1. чете тог батаљона пришли краљу и дали му формулар чете. Он је својеручно у њега уписао име краљевића Александра, што је поздрављено 21 топовским метком. Батаљон се затим постројио за парадни марш, а Александра су до њега отпратили министар војске, командант дивизије, командант пешадијског дунавског пука и један краљев ађутант. Као знак да од тада ступа у службу под заставом млади Александар ју је пољубио, руковао се са командантом батаљона и командиром чете, па се са њим поставио на чело колоне. И тај чин је поздрављен испаљивањем 21 топовског метка, па је батаљон са Александром на челу парадним маршем прошао испред оца и мајке, па се вратио на трибину праћен војним министром и командантима.
Војска се онда постројила у првобитни распоред, па је командант активне војске као најстарији официр поздравио краљу у име целе војске због прилике да учествују у том чину, и да су почашћени тиме што је престолонаследник ступио у њихове редове. Краљ се на то захвалио и одржао један кратак говор после чега су се вратили у двор уз поздрав окупљене војске.
Тог дана је у част догађаја у народном позоришту била свечана представа, у официрској касарни банкет са концертом на коме је присуствовао и краљ Милан. Сутрадан 15. (3) августа послеподне је Александар позвао велики број вршњака у госте, и на ужину.

### Васпитање и касније детињство
Око месец дана након што се уписао у војне редове је краљ Милан донео уредбу да се од народа покупи оружје, што је касније довело до Тимочке буне. Бригу о младом Александру је искључиво водио кнез (потоњи краљ) Милан. По узрастању младог краљевића, краљ Милан је наредио да се пошаље на школовање у Париз о његовом трошку. Заједно са младим краљевићем тада су се у Паризу налазили њему у помоћ и два истакнута пријатеља куће Обреновића - Јован Ристић и Коста Протић, који ће касније, за време Александровог малолетства, бити намесници. На Лицеју је стекао солидно образовање, научио је француски и руски језик.
Детињство краљевића Александра је било обележено свађама његових родитеља. Милан Обреновић је био аутократски владар и био је врло непопуларан међу народом. За време његове владавине Србија је постала независна држава и добила је територијално проширење на Берлинском конгресу. Пошто је Русија подржавала Бугарску и издејствовала Санстефански мир, краљ Милан се у спољној политици ослањао на Аустроугарску. Уз аустроугарску подршку се 1882. прогласио краљем. Војни пораз у Српско-бугарском рату и Тимочка буна, коју су водили неки чланови Народне радикалне странке, били су тежак ударац Милановом угледу. Ни на приватном плану краљу Милану није ишло. Након десет година брака, свађе између краља и краљице су постајале све чешће и оштрије. Краљ Милан није био веран супруг, а краљица Наталија је била под јаким руским утицајем. Пар се 1886. разишао и приватно и политички. Краљица Наталија је напустила Србију и са собом повела десетогодишњег краљевића Александра.

### Незванични развод и споразум краља Милана и краљице Наталије из 1887.
Детињство краљевића Александра је било обележено свађама његових родитеља. Након десет година брака, свађе између краља и краљице су постајале све чешће и оштрије. Краљ Милан није био веран супруг, а краљица Наталија је била под јаким руским утицајем. Пар се 1886. разишао и приватно и политички, али још увек не и службено. Александрови отац и мајка су у Београду 18. (6) априла 1887. постигли споразум који се односио на његово васпитање и даљи живот. Договорено је да ће Александар са мајком краљицом Наталијом током 1887/88. живети у неком немачком граду око чијег избора би и краљ и краљица морали да се заједно сложе, и који поред прикладне климе мора да има или српску или Руску православну цркву. Избор је пао на Висбаден који има руску православну цркву Свете Јелисавете. У споразуму између Милана и Наталије је писало и да ће Наталија доводити Александра у Србију током празника. По неким тумачењима се сматра да је краљ Милан мислио да ће у Србији доћи до неких политичких немира и превирања, па да је као додатни разлог тражио неко место у иностранству за жену и сина.
Краљица Наталија је из Београда 12. маја (30. априла) 1887. посебним бродом пошла са Александром, који је у том тренутку имао непуних 11 година, за Дробета-Турну Северин, одакле су после железницом преко Букурешта, Јашија и Одесе отишли на Крим. Тамо су једно време живели на Јалти. После око 2 месеца су се 13.(1) јула вратили у Србију. Александар је остао у Београду, а Наталија је 16. (4) јула у 6 ујутру засебним возом отишла до Међулужја, а затим запрежним колима до Аранђеловца. Из Аранђеловца се возом вратила у Београд 17 дана касније, односно 2. августа (21. јула) у 7 и 20 ујутру. Александар је са оцем 5. августа (25. јула) брзим (муњевитим) возом отпутовао у Будимпешту одакле су после отишли у бању Татру. Краљевић Александар је у иностранству са оцем прославио 11. рођендан. Његова мајка је 17. (5) августа у 5:35 ујутру брзим возом из Београда преко Будимпеште отишла у Баден (Аустрија) код Беча,
У Пешти је Наталија узела сина од оца и продужила за Визбаден. Краљ Милан се сам вратио у Србију и Београд 24. (12) октобра 1887. у 10 и 15 увече. Из Визбадена су Александар и Наталија почетком новембра 1887. отишли у Италију а почетком маја 1888. вратили се у Немачку и Визбаден. Током боравка у Италији су посетили и Фиренцу, која је родно место његове мајке. Тада је настала и слика младог Александра са Лазаром Докићем и са још двема девојкама. Са мајком, 6. војводом од Лејхтенберга Ђорђом Максимилијановичем Романовским и многобројним пратиоцима су 18. априла 1888. посетили замак Винћиљата надомак Фјезолеа. Тамо се и данас налази спомен плоча настала поводом тог догађаја.

### Отмица и повратак у Србију
Споразум који су његови родитељи потписали је истицао 1888. године. Његова мајка Наталија је 4. јуна 1888. писмом обавестила краља Милана да је изнајмила јако лепу вилу у Визбадену и да ће тамо живети. Тог лета је рекла краљу да намерава да дође у Београд, што је он врло изричито одбио, и притом јој саопштио да је цркви поднео захтев за званични развод. Уследила је међусобна преписка њих двоје, а Наталија је одбила Миланов захтев за разводом. Милан јој је 14. јуна послао поруку у којој захтева да га Наталија "призна за супруга и оца", и да у складу му са тим пошаље сина назад у Србију без икакве пратње. Додао је и да, у случају да она то не испуни, "страна влада је спремна да га врати назад". Ако би она одбила тај захтев, краљ би Александра силом узео од ње, а ако би се којим случајем вратила у Београд - он би је притворио, узео сина, и принудио је да потпише развод брака.
Милан јој је послао нови примерак споразума, који је он пре слања потписао, где је писало да се Наталија обавезује да до Александровог пунолетства 1893. уопште неће долазити у Србију, и да ће до тада остати да живи у Висбадену. Пребивалиште би могла да промени само уз Миланову писмену сагласност. Наталија је и тај споразум одбила, а краљ Милан је 20. јуна послао Кости Протићу, војном министру тада актуелне треће владе Николе Христића, "коначне и неопозиве инструкције" да припреми посебан воз који ће вратити Александра у Србију. Док је Коста Протић био одсутан, његово место министра војног је извршавао командант моравске дивизијске области генерал Петар Топаловић. Протић се сутрадан састао са регионалним председником Висбадена Лотаром фон Вурмбом, кога је упознао са ситуацијом и од кога је затражио помоћ у случају да краљица Наталија пружа отпор. У петак 13. јула увече је начелник полиције Паул фон Рајнбабен отишао у вилу Клементину, која је већ данима била строго чувана, и саоштио је Наталији да ће престолонаследник у 10 сати ујутру напустити вилу, ако је потребно и силом. Милан је за помоћ писао немачком цару Вилхелму II, који је релативно скоро ступио на престо, и Бизмарку, а немачки цар је Наталији лично написао и телеграм у коме тражи од ње да мирно препусти сина оцу. И Наталија је писала европским дворовима, али нису стали на њену страну.
Рано ујутру 13. јула је вила Клементина била пуна припадника тајне полиције и чувара, а мало пре 10 су мајор Кијевић и потпоручник Бјаловић, које је краљ Милан поставио за Александрове ађутанте, ушли у вилу. Нешто после њих је стигао начелник полиције уз 3 инспектора и 12 полицајаца, и после преговора су преузели Александра, и одвели га код Косте Протића који га је увео у претходно припремљени воз. За Александром су у њега ушли и два ађутанта и Протић, и сву су се око јула 1888. вратили у Београд. Наталија је у међувремену након Александровог одласка и сама у року од 10 сати морала да напусти Немачку.
Александар се од тада стално налазио на Двору, где је о његовом васпитању бринуло више гувернанти. Ту је научио да свира клавир, да пише поезију, да пеца, да иде у лов. Углавном се налазио под надзором свога оца, краља Милана Обреновића. Отац га је 14. (2) августа те године, на његов 12. рођендан, војно унапредио из чина пешадијског наредника у чин пешадијског потпоручника. Један од разлога Милановог присилног враћања сина је за око пола године постао јаснији, када је за ширу јавност помало неочекивано абдицирао 6. марта (22. фебруара) 1889. (на седму годишњицу проглашења краљевине), и пренео круну на тада дванаестогодишњег Александра.

### Последњи период као краљевић 1888/89
Убрзо по повратку у Београд је 3. августа (22) јула у 2:30 ујутро са оцем возом отишао у иностранство. Сутрадан су око 15:15 стигли у Беч, затим су 8. августа (27. јула) били у Бледу, да би на крају стигли у Тоблах. Из иностранства су се вратили у Београд 19. (7) октобра у 12:32. Пропустили су прославу у Београду поводом 100 година Вука Караџића одржану 20. (8) септембра.
Александров отац Милан је 23. (11) октобра 1888. послао писмо митрополиту београдском Теодосију уз захтев за развод брака са краљицом Наталијом. Њих двоје су се око пре две године разишли, али се нису и званично развели. Милан је том приликом дао образложење које је објављено на насловној страни службених новина. Одлука митрополита Теодосија да се брак разводи је објављена у истом броју на насловној страни, па су од 24. (12) октобра 1888. године, тачно недељу дана после 13. годишњице брака, краљ и краљица били разведени, и брак који је склопљен 17. (5) октобра 1875. је проглашен ништавним.
После развода краљ Милан је 26. (14) октобра на насловној страни званичних новина објавио да се идуће године прославља 500 година Косовске битке, и да расписује избори за Велику народну скупштину која би одлучивала о новом Уставу. Устав је проглашен 2. јануара 1889. (22. децембра 1888), а за даљу Александрову будућност је, између осталих поглавља, битно 9. поглавље (О краљу), и чланови 9, 57, и 70. У члану 57. се наводи да је Александар наследник престола, а члан 70. наводи да ако се краљ одрекне престола, односно "ако би за својег живота пренео своју власт на својега малолетног наследника", има право да именује три Краљева Намесника. Члан 72. каже да ако краљ премине а престолонаследник је малолетан - о његовом васпитању се старају намесници, а ако краљ одступи од престола (абдицира) онда се он стара о томе. Овим одредбама је Милан поставио темеље за своју абдикацију и будуће Треће намесништво. Објавом о абдикацији од 6. марта (22. фебруара) 1889. ће јавности бити објављено да је краљ Милан већ дуже време размишљао о абдикацији, али до тада је то за ширу јавност било на нивоу гласина.
Пар дана пре абдикације је 3. марта (19. фебруара) 1889. објављено да ће бити пријема у двору код краља и престолонаследника, а да ће бити присутни и скоро цео државни врх, црквени великодостојници, и управа школства. Дан пре пријема је краљ Милан доделио разна одликовања и војним и цивилним лицима. Неки од гомиле одликованих су били и коњички потпуковник Димитрије Цинцар-Марковић и његов рођени брат артиљеријски мајор Марко, који су добили медаљу за војничке врлине, а пешадијски мајор Павле Јуришић је добио Орден Таковског крста III степена.

## Краљ Србије (1889—1903)

### Абдикација и укази краља Милана
Под његовим оцем је Србија око почетка његове владавине остварила извесне успехе. У Другом српско-турски рату је остварила територијално проширење, при чему је вероватно најбитније ослобођење Ниша од Турака 1878, стекла независност на Берлинском конгресу исте године, и 1882. постала краљевина. Међутим касније је 1883. избила Тимочка буна, а две године касније је Србија тешко изгубила Српско-бугарски рат. Поред свега на породичном пољу је порасло неслагање са краљицом Наталијом, што је довело до незваничног развода, после кога је Александар са мајком годину дана био у иностранству, па после до његове отмице и враћања у Србију после кога је уређен и званични развод његових родитеља. Све ово је оставило трага на краљу Милану који је приватно размишљао о абдикацији, али је за ширу јавност ово још увек било на нивоу гласина. Крајем његове владавине је децембра 1888. донет нови Устав Србије.
На седму годишњицу проглашења краљевине, 6. марта (22. фебруара) 1889, Милан је абдицирао у корист сина, и именовао Јована Ристића, Јована Белимарковића и Косту Протића као чланове Намесништва за краља Александра, пошто је он тада имао непуних 13 година. У тексту објаве о абдикацији је у уводу речено да се краљ Милан одрекао престола "давши следства Својој од дуже времена потхрањиваној намери", чиме је потврдио гласине које су кружиле у народу. Конкретан разлог абдикације у објави није дат. Александар је у овом периоду добио и полубрата по оцу Ђорђа (Обрена). Са династичког положаја су Обреновићи били у тешком положају пошто су им од чланова строго мушке линије остали само Александар и Милан, па је у том погледу Александар доспео у сличан положај у којем је његов отац био 1868. после атентата на кнеза Михаила. Јован Ристић је био свестан свих околности, те су мере безбедности подигнуте на највиши ниво, због чега су савременици стекли утисак да малолетни краљ живи у некој врсти кућног притвора.
У тренутку абдикације краља Милана Обреновићи су од гране Милоша Обреновића преко његове најстарије ћерке Петрије имали њеног сина барона Милоша Бајића, а од кнеза Михаила ванбрачног сина Велимира. Жена кнеза Михаила Јулија Хуњади је такође била жива, али се у међувремену преудала за војводу Карла од Аренберга. Средњи рођени брат кнеза Милоша Јован је имао ћерке Анастасију и Ермилу, које су напослетку надживеле владавину династије Обреновић. У грани најмлађег рођеног брата кнеза Милоша Јеврема, којој су припадали краљ Милан и Александар, од његове ћерке Анке су били живи њен син Александар Константиновић и ћерка Катарина. Александар Константиновић је имао тада једногодишњу ћерку Наталију која се 1902. удала за Мирка Петровића Његоша, другог сина кнеза Николе Петровића Његоша. Краљ Милан је отприлике око своје абдикације добио свог трећег сина Обрена (Ђорђа), а првог са својом љубавницом Артемизом Христић. Било је и неких потомака Јакова Обреновића, полубрата по мајци кнеза Милоша, Јована и Јеврема.
Милан је указима уредио да Намесништву препушта васпитање свог сина, и амнестирао је Николу Пашића који је од 1883. и Тимочке буне живео ван Србије. Мало пре абдикације је 6. марта (22. фебруара) за старатеље свога сина одредио др Николу Крстића и др Лазара Докића. После абдикације је остао око 2 недеље у Србији, да би 29. (17) марта отишао за Ниш, одакле је Оријент експресом отишао код турског султана у Цариград. Тамо је стигао после два дана путовања, а тамо се поред султана Абдула Хамида II срео и са послаником Србије у Турској Стојаном Новаковићем, послаником Уједињеног Краљевства у Турској, и са васељенским патријархом Дионисијем V. После састанка са султаном је неко време остао у Цариграду, да би 11. априла (30. марта) отишао на опроштајну аудијенцију код турског султана, и отишао у 5 по подне у ходочашће у Јерусалим. И после абдикације је у званичним српским новинама Александров отац ословљаван као краљ Милан, а негде и као Краљ-Отац. Према једним немачким изворима је Милан, поред званичних, договорио и неке тајне споразуме са Намесништвом, према којима је задржао битан незванични утицај на српску политику. Он је путовао по Европи и Блиском истоку, а најчешће стално боравиште му је било у Пустерској долини у Јужном Тиролу.

### Треће Намесништво (1889—1893)
Треће намесништво је, по Уставу из 1889. године, образовао краљ Милан и оно је ступило на дужност одмах по абдикацији, 6. марта 1889. године. У време израде устава (октобар—децембар 1888) краљ је већ био сигуран да ће напустити престо. Зато је брижљиво радио на члановима устава којима је дефинисана изборна процедура и надлежности намесника. На основу члана 70 Устава, краљ Милан је себи обезбедио право да изабере трочлано намесништво. Његов избор пао је на два генерала, Јована Белимарковића и Косту Протића, и на шефа Либералне странке, Јована Ристића, који је вршио намесничку дужност и за време малолетства Милана Обреновића. Такав избор намесника много говори о погледима краља Милана како да осигура опстанак династији, која је његовом абдикацијом остала да почива на једној личности – дванаестогодишњем престолонаследнику, Александру Обреновићу.
Повлачењем са сцене стожера те династије Милана Обреновића било је сасвим извесно да ће антидинастичке струје ојачати, чиме ће на дневни ред бити постављено династичко питање. Непосредно после абдикације бројни извори сведоче о томе да је било озбиљних настојања да се Обреновићи уклоне с престола. За очување династије били су неопходни доказани обреновићевци. Јован Ристић је испливао у први план као централна личност Намесништва. Сходно његовој прошлости у погледу очувања престола за време Другог намесништва и богатог искуства у државним пословима, по оцени краља Милана, он је био најподеснија личност и за Треће намесништво, без обзира на лични анимозитет који је одраније постојао између њих. С друте стране, генерали Белимарковић и Протић требало је да обезбеде династији подршку и поверење војске, која ће постати њен главни стожер. Белимарковић је био генерал, најстарији по рангу. Војска, коју је краљ Милан створио, имала је на својим најважнијим местима одане људе. То је требало да делује на радикале, ултраше, који су одбијали сваки споразум са двором. Краљ Милан је инсистирао на томе да се приликом предаје власти најпре официри закуну на верност новом владару и зато је официрски кор био 6. марта у сали Новог двора. У свом обраћању официрима, подофицирима и војницима краљ Милан је изјавио да је српска војска била непоколебљив стуб за време његове владавине и да јој он захваљује на верности и врховно командовање над српском војском преноси на свога сина, краља Александра, а до његовог пунолетства војска ће извршавати заповести краљевског Намесништва.
Намесништво је, примивши вршење краљевске власти, издало Прокламацију народу, у којој је истакло правац свог рада: уставност, законитост, рад и штедњу, ред и мир. Уставна овлашћења Намесништва била су веома велика; оно је, у име краља, имало важне компетенције у сфери законодавне и извршне власти. У законодавству је било равноправно с другим законодавним телом, Скупштином, док је извршну власт вршило преко владе, која је била подједнако одговорна и Намесништву и Скупштини. Владар, односно вршиоци краљевске власти, требало је да постављају све чиновнике. Намесници су, уместо краља, имали искључиво право потврђивања и проглашавања закона, те ниједан закон није имао снагу док га Намесништво не прогласи.
Од унутрашњих питања, три су била приоритетна: борба с антидинастичким струјама, израда органских закона којима се Устав уводи у живот и сређивање финансија. Ипак, пре свих побројаних задатака, испливало је на прво место дневног реда елиминисање утицаја краљевих родитеља на постојећи режим. И за намеснике и за министре, то је био хитан посао који је окончан тек у лето 1891. године. Да би учврстили своје положаје, Намесништво и влада били су приморани да раде договорно и проналазе компромисе. У спољној политици примат су имала питања која су се односила на сређивање односа с Русијом и Аустро-Угарском, узнемиреном због последњих промена у Србији, као и питање агилнијег рада на пољу националне политике.

#### Споразум са краљем Миланом
У делокруг рада Намесништва, стицајем околности, нашли су се и послови који су се тицали уређења односа у Краљевском дому. Намесници, по Уставу, нису могли за време краљевог малолетства решавати законским путем питања која се непосредно тичу самог краља, Међутим, зарад стабилности у земљи и учвршћивања стања после абдикације, морало се стати на пут даљем ломљењу копаља између бивших краљевских супружника, које је увек ишло на штету престола, земље, па и угледа намесника. Односи Намесништва с краљем Миланом били су прецизирани Уставом и нарочитим актом с бившим краљем, потписаним 7. марта 1889, дан после абдикације. Међутим, за односе Намесништва с краљевом мајком није утврђен ниједан акт, тим пре што се краљица у Уставу не спомиње и што она нема никаква уставна права. Опасност је била тим већа, јер краљица није признавала законитост развода од октобра 1888. година и тражила је начине да га правно обори. Зато су намесници одмах преузели улогу посредника између краља Милана и краљице Наталије, покушавајући да одиграју вешто и безболно по обе стране и да писменим аранжманима свака страна ужива своја права.
Споразум краља Милана и намесника од 7. марта 1889. године регулише поједина врло важна питања у односима у краљевском дому, задирући дубље у дефинисање односа између Намесништва и бившег краља. Споразум се састоји из више тачака, а седмом тачком овог договора Намесништво се обавезало да краљица неће виђати сина у Србији, али јој оно по уставу није могло забранити повратак у земљу. Чак су се намесници и оградили од могућих накнадних жеља краља Милана да према краљици предузму било какве насилне мере. Намесништво није крило ту тачку споразума од краљице. До лета 1889. године прошло је годину дана како краљица није видела сина. Издало ју је стрпљење и прорадили су јој пркос и инат, који су само отежавали покушаје Намесништва и Владе да изађу из зачараног круга. Постојала је озбиљна опасност да се краљичино питање пренесе на тло Србије. У том случају Намесништво не би могло да учврсти своју власт, чиме би његова мисија одржања реда и мира у земљи, као и очувања престола, била немогућа. Преговори с краљицом нису дали никакве резултате. Краљица је инсистирала на томе да се са сином види или у Београду, или на Јалти, а краљ Милан није дозвољавао ни једно, ни друго.

#### Миропомазање за краља и 500 година Косовског боја
Иницијатива да се миропомаже малолетни владар, у години у којој се обележава пет векова од Косовске битке, и да се тај чин обави у манастиру Жичи, где су крунисани сви владари Немањића, од Првовенчаног па надаље, може да има врло јасну намеру: да се осигура легитимитет власти и нагласи сакрални карактер владара. Подршка православног руског цара, који је наредио посланику да лично присуствује чину миропомазања, била је више него драгоцена за стишавање антидинастичког покрета, Чин миропомазања, који је у својој суштини значајнији од крунисања јер је јединствен и непоновљив, требало је да у очима Срба, али и шире, макар донекле поврати пољуљани престиж династије.

#### Повратак краљице Наталије
До августа, уз подршку званичне Русије, краљица је задржавана на Јалти од самовољног доласка у Србију. После тога, она је решила да крене пут Србије, о чему је писмом известила шефа руске дипломатије. Краљица је, не прихватајући да преговара с Намесништвом и владом и не обавештавајући их о свом доласку, пристигла 29. септембра у Београд. Због самовољног доласка није било званично организованог дочека, а капије двора су биле затворене. Краљичин долазак је узбунио целокупну јавност. Из првог виђења председника владе с краљицом било је јасно да краљица и даље не пристаје на било какве преговоре, и да намерава трајно да остане у Београду, за зиму да изнајми кућу, а на пролеће да себи сазида дом у Београду. После неуспешне Грујићеве посете, краљицу је походио намесник Јован Белимарковић. Он јој је предочио колико је њен положај незавидан и понудио јој новчану помоћ ако пристане на погодбу. Она и даље није била спремна да преговара. Јавност је била раздражена што се сусрет мајке и сина онемогућава, а агитације су, констатовао је Ристић, ишле на штету и слабљење државног ауторитета. Став Скупштине, која је требало да почне с радом, био је услед таквих околности непредвидив. Стога је он, по ко зна који пут, молио краља Милана да дозволи сину да посети мајку и тако прекрати даље муке Намесништву. Краљ Милан је на крају попустио и 13. октобра краљ Александар је посетио мајку у пратњи гувернера Докића. Видевши да даље неће моћи да балансирају између краљевих родитеља, намесници су наговестили краљевом оцу да ће се односи родитеља према краљу вероватно регулисати посебним законом. Краљ Милан је пристао на такво решење. Он је чак и пожуривао и корио намеснике зашто краљичином питању не приступе ревносније.
Намесништво је сматрало да треба избегавати изношење питања Краљевског дома пред Скупштину, зарад угледа престола и династије и нерасположења радикалског скупштинског клуба према краљу Милану. Намесништво се погодило с владом да интерпелација по том питању не буде, а ако се ипак десе, спремљен је одговор који ће Скупштина примити на знање без даљих последица. Уз напомену да у Скупштини оба родитеља краљева имају своје противнике, Намесништво и Влада су закључили да би свака дискусија створила само још веће трзавице у земљи. Намесништву је било јасно да влада нема контролу над Скупштином и да министри и намесници не могу спровести своју замисао о законском решењу у врло важном питању односа у Краљевском дому.
Краљица је, међутим, мировала још врло кратко време и на измаку 1889. година повела је праву хајку против Намесништва. Она га је оптужила да се несавесно стара о краљевом васпитању, да му ускраћује „мајчински нежност" и угађа краљу Милану. Краљичине претензије су постајале све уочљивије јер се она није задовољавала својим титуларним краљевским положајем, заобилазила је на јавним местима своје почасно место заседајући поред краља као краљица – владарка, ишла је у посете школама без знања и одобрења министра просвете, примила је италијанског принца у аудијенцију пре него што је он посетио уставне носиоце краљевске власти намеснике, и настојала је да се по сваку цену стално настани у двору. Иритиран проблемима које је краљица изазвала својим понашањем, Јован Ристић је, у име своје и својих другова намесника, разменио неколико оштрих писама с краљицом, да би 1. марта 1890. године Намесништво прекинуло с њом све односе, одрекло се било каквог посредништва између краља и краљице како по питању краља Александра, тако и по свим другим питањима.

#### Повратак краља Милана и решавање спора о васпитању краља Александра
У мају 1890. године краљ Милан је дошао у Србију, захтевајући од Намесништва да раскрсти односе с краљицом и стане јој на пут. Краљица је као „прави политички борац" отпочела снажну кампању против бившег мужа. Револтиран таквим понашањем краљице, Милан јој је ускратио виђања с краљем Александром, на шта се она жалила Народној скупштини. Тако се мимо своје воље Намесништво поново нашло на почетку у краљичином питању, сада већ уверено да је односе између краљевих родитеља немогуће решити мирним и договорним путем. Увлачење Скупштине у лични спор бивших краљевских супружника био је несуставан чин, јер, по Уставу, Скупштина није била надлежна да се меша и уређује односе у краљевском дому. На залагање председника владе, Скупштина је 12. децембра 1890. године изјавила да није надлежна да доноси одлуке по предмету краљичине жалбе. Велики помак у краљичином питању догодио се након ступања Николе Пашића на чело владе. Већ у априлу, он се споразумео са краљем Миланом у вези с одласком из земље, а 19. маја исте године краљица Наталија је напустила земљу уз интервенцију полиције. Пашић је деловао по изреци: Свако чудо за три дана и оно што је Намесништво без успеха покушавало да реши у току две године, Пашић је, по свом рецепту, завршио за пет недеља. Краљ Милан се за обећани новац одрекао припадништва краљевском дому, одрекао се својих уставних права и српског држављанства и обећао је да неће долазити у Србију до пунолетства краља Александра. Окуражени Пашићевим успехом у преговорима с Миланом, намесници су пожурили да помогну влади да се тај споразум што пре реализује. Чим је краљева писмена изјава пред Народном скупштином примљена, донета је Резолуција и прочитан већ спремљени Указ којим су намесници овластили владу да стараоцима краљевим изда милион динара, тј. целокупни износ апанаже који му следује до краљевог пунолетства. Народна скупштина је Законом од 12. априла 1891. године дала одрешене руке радикалској влади да до краљевог пунолетства удаљи краљеву мајку из земље. Тако је земљу прво напустио краљев отац, а убрзо и мајка. Од тада, старање о васпитању краља Александра, које је по члану 72 Устава припадало краљу Милану, прешло је на намеснике.
Закони о удаљавању краљевих родитеља из Србије, без обзира на околности под којима су настали, донети су за време краљевог малолетства. Они вређају права владара, зато што решавају породичне односе без њега. Намесници су се огрешили о своју дужност, јер у том питању нису били краљеви заступници. Штавише, протеривањем краљеве мајке повређен је члан 14 Устава, према којем ниједан српски грађанин није могао бити прогнан из земље. Ти закони, такође, нису обавезивали краља да их, по пунолетству, мора поштовати. Они га нису могли спречити да родитеље позове к себи, ако то жели. Најједноставније речено, о члановима краљевског дома закони не могу да се доносе без пристанка краља. Такође, Скупштина је за основ Закона из 1892. о краљевом оцу узела изјаву Милана Обреновића дату намесницима, и без икаквог правног основа оденула је ту изјаву у плашт закона. Дакле, намесници нису извршавали своје уставне обавезе, штавише кршили су их заједно с министрима и Скупштином.
Преузевши васпитање краља Александра на себе Намесништво је постало значајан чинилац у одређивању правца краљевог образовања, које је од школске 1892. године требало да са средњошколског пређе на академски ниво. Намесништво је истовремено преузело на себе контролу над финансијама и буџетом краљевог двора.

#### Посета Николе Тесле Београду
Никола Тесла је 1. јуна (20. маја) 1892. у среду посетио Србију. После свечаног дочека је сутрадан посетио министра просвете Андру Митровића, који га је одвео до краља Александра на аудијенцију која је трајала око 1 сат. Намесништво је око десет дана касније у име краља Александра Тесли доделило орден Св. Саве II степена.

#### Стање у војсци
По новом уставу, уз Редовну, требало је вратити и формације Народне војске. Војска је била једина сфера у којој су намесници очували свој доминантан положај. Радикали су испрва попустали њиховом захтеву да министар војни буде личност од поверења и намесника и Радикалне странке. Приликом реконструкције кабинета често је, међутим, долазило до сукоба намесника и владе у вези с избором министра војног и први нису увек односили превагу, Намесништво се, ипак, изборило за право командовања трупама, истичући да је краљ на основу уставног одређења врховни командант војске, те да њима као вршиоцима краљевске власти то право припада.
Радикалске владе нису успеле да донесу нови закон о устројству војске, а разлози су били углавном политичке природе. Намесништво је, као раније краљ Милан, настојало да умањи значај и улогу Народне војске, јер се сматрало да је то, у ствари, војска радикала. У старом закону (из 1883, и допунама из 1886) учињене су измене и допуне 1890. године. Војна обавеза је смањена уместо од 20. до 50. године живота, на 21. до 45. године старости. Редовна војска служила се од 21. до 31. године живота, док је Народна имала два позива – први од 31. до 37. и други од 37. до 45. године, Намесништво је с будном пажњом пратило и надгледало реформе у војсци. Како је влада у том послу била врло ревносна, организујући Народну војску у позиве, делећи наоружање и набављајући оно које недостаје, Намесништво је контролисало расподелу оружја народу, које ће се после тодишњих вежбања враћати на складиштење и чување у месним магацинима, Намесник Ристић спречио је настојања владе и Скупштине да народна војска задржи оружје за стално, због чега је влада претрпела озбиљне критике у Скупштини. Тако је Народна војска уведена формално, али није обновљена. Старешине Редовне војске командовале су и јединицама Народне војске, а народне старешине заузеле су само нижи командни положај, и то у случајевима када су недостајали професионални официри Редовне војске.
Издаци за војску су са 14 скресани на близу 10 милиона. Та уштеда је директно слабила стање приправности у војсци, јер су уштеде постигнуте прећутним скраћењем службе у сталном кадру и нередовним одржавањем годишњих вежбања за резервисте. Скупштина је у априлу 1890. усвојила привремени прирез за војску, за који је Ристић рекао у Скупштини да је патриотски, али је све то било далеко испод стварних потреба за ваљану спрему војске. Русија је Пашићу, који је 1890. године са специјалним задатком посетио Петроград и био примљен код цара, поклонила Србији 75.000 пушака, и то је било све од војне набавке за време Намесништва. Намесништво је спречило намеру министра војног да указним путем изврши преустројство Министарства војног, упутивши министра на законодавну процедуру. Оно се успротивило и министровој амбицији да укине артиљеријске и инжењеријске инспекције, јер су захваљујући њима то постали најнапреднији родови српске војске. Компромисан став владе према захтевима Намесништва у војном питању заснивао се на давању велике предности Редовној војсци, која је била вођена бољим стручњацима и боље наоружана.
Међутим, већ тада су се јавиле симптоматичне појаве у војсци, попут недисциплине и бахатости, претресања политичких питања и скупштинских решења, чак и сукоба с грађанима. Такво стање може да иде у прилог констатацијама о слабости државне власти у земљи. Краљ Милан је посебно вршио притисак на Намесништво да војску сачува од утицаја радикала. Он је малолетном краљу уместо дотадашњег гувернера, умереног радикала Докића, поставио пуковника Јована Мишковића. При томе, Намесништво је потписало читав низ указа којима су у војску враћени официри које је краљ Милан својевремено отпустио као неспособне. Влада је спроводила акцију „пречишћавања“ официрског кора, али тада нису удаљени само неспособни, који су у време рата против Бугарске 1885. стицајем околности, мање-више случајно, добили официрске чинове већ и способни и поуздани људи краља Милана. Борба Намесништва и владе око првенства у војсци понајвише је допринела попуштању дисциплине и стварања осећаја у војсци да она може да постане значајан чинилац у политичком животу. Та тенденција је нарочито постала видљива после пада Пашићеве владе 1892. године. Одговорност за уплитање војске у политику сноси посебно намесник Белимарковић. Од оснивања Авакумовићеве владе, у августу 1892, он је на јавним местима, пред официрима грдио радикале и уочи избора апеловао на њену спремност да се бори против њих. Намесништво је подржало премештаје и смену у војсци у Смедереву, Чачку, Пожаревцу и Крагујевцу. Жестоки сукоби између либерала и радикала у унутрашњости земље пренети су и на војску, а подела у војсци постпено је почела да се уочава у њеном односу према династији. Преторијанске тежње у војсци, евидентне у време Намесништва, доћи ће до изражаја у првом државном удару краља Александра и непрестано ће јачати на измаку 19. и почетком 20. века.

#### Криза Намесништва и државни удар 1. априла 1893. године
Смрћу намесника Косте Протића, у лето 1892, отворено је питање избора нове личности за ту функцију. Устав је том случају био јасан: члан 71 каже да до сазива прве скупштине друга двојица намесника врше власт, када ће та прва нова скупштина изабрати трећег члана. Логика Намесништва, а и бившег краља, говорила им је да Намесништво као вршилац краљевске власти треба да се састоји од људи беспрекорно оданих династији. Ако су радикали заузели позиције у свим системима државне управе и локалне самоуправе, Намесништво је сматрало оправданим да оно, равнотеже ради, треба да буде хомогено. Испрва су кандидати Намесништва за трећег члана били либерали попут Јеврема Грујића, Јована Авакумовића, Алимпија Васиљевића. Међутим, убрзо се председник владе Пашић појавио као најозбиљнији фаворит за место намесника. Белимарковић се томе оштро супротставио. Од тог тренутка, Ристићев колега заузима отворен антирадикалски став, што је изазвало кризу владе. Та криза је само заоштрена Пашићевим и Ристићевим неслагањем у вези с начином и временом избора трећег намесника. Пашић је мимо устава инсистирао на превременом скупштинском сазиву, и пошто у томе није успео, поднео је оставку. Намесници су тактичку омашку радикала одмах искористили у своју корист. У то се укључио и краљ Милан, скептичан према Пашићевој кандидатури због његове прошлости. Он је за кандидата истакао генерала Антонија Богићевића, али се у принципу није противио да то место заузме неко од умерених радикала, на пример, Лазар Докић. Како изгледа, намесници нису били спремни на тај компромис. Они су већ тада сковали план како да се реше радикала. Пашић је био категоричан у својим захтевима и не желевши да попусти, дао је оставку. Надигравање Пашића и Ристића завршило се у корист другог.
Настала је озбиљна политичка криза, у којој је Намесништво поверило састав владе либералима. Оно је по својим уставним овлашћењима могло да повери мандат за састав владе и скупштинској мањини, али је на изборима требало осигурати опстанак влади која је у Скупштини имала само 15 посланика. То је, међутим, било врло тешко. Партијски принципи су превагнули код намесника, јер су дубоко свесни слабости либерала у односу на радикале, дозволили да се формира погодно тле за кршење устава и злоуотребе уочи, за време и после избора.
Нову владу је 21. августа 1892. године образовао Јован Авакумовић. Влада је обзнанила свој програм, који је обухватао пет тачака: у спољној политици добри односи са свим државама, а нарочито са суседима и вршење свих међународних обавеза; у унутрашњој политици зацртани су следећи задаци: сређивање финансија путем уравнотежења буџета и конверзије државних дугова, преуређење новчаних завода, отварање прерађивачких предузеђа, смањење државне администрације, укидање државних монопола на дуван и со; одржавање војске и њене спремности за одбрану земље на потребној висини; корекције у постојећем законодавству и реформе у просветној струци – оснивање универзитета и преустројство средњошколских установа. Пошто је скупштина најпре одложена за децембар, а затим распуштена, влада је управљала путем указа и обзнана, те није имала могућности да озакони тачке свог програма. Услед озбиљности унутрашње кризе, влада је скоро сву енергију усмерила на борбу против радикала и на припремање избора. Времена за реализацију програма није било. Једино веће ангажовање било је на просветном пољу.
Много већа пажња, међутим, посвећена је чишћењу државног апарата од радикала, пре свега полиције, а затим и локалних часника, те масовном премештању учитеља и професора, од којих је велики број припадао Радикалној странци или су били симпатизери. Централна личност владе је, врло брзо, постао министар унутрашњих послова, Стојан Рибарац, који је спроводио чистке и правио простора за либерале. Он је без икаквих скрупула изналазио разне модуле да представнике локалних власти, радикале, замени либералима. На решења Државног савета да то чини незаконитим путем, он је издао распис у којем новопостављеној управи наређује да се понаша као да решење Савета не постоји. Између Државног савета који је чинила несмењива радикалска већина и владе дошло је до озбиљног сукоба, на које Намесништво није реаговало. Радикали се нису мирили са губитком власти. Шеф радикала је обећавао да ће Главни одбор Радикалне странке мировати и да неће изазивати немире, али није гарантовао за странку у целини и „могуће немире у унутрашњости.
Либерали, међутим, нису имали снаге да на предстојећим изборима добију већину. Они су у изборном процесу починили бројне злоупотребе, а затим то исто поновили приликом конституисања Скупштине. У Драгачеву је дошло до буне у којој је било и мртвих и рањених. Други намесник, Белимарковић, имао је тих дана неколико већих испада који се никако не би могли сложити с изјавама првог намесника. Наиме, Белимарковић је запао у стање велике раздражености према радикалима, претио им је да ће Теразије претворити у касапницу радикалског меса, а они су му узвратили да ће га „упљескати на сред улице“. Уз одобрење Намесништва, Авакумовићева влада је приступила знатним сменама и премештајима у војсци, у Смедереву, Пожаревцу, Чачку, Крагујевцу и Краљеву.
Судећи према свему неваденом не чуди што није било поверења у неутралност Намесништва, Оно је, напротив, сматрано главним сарадником и помагачем Авакумовићеве владе. Земља је ушла у дугорочну политичку кризу, која је била подједнако штетна и по краља и по политичке странке. Авакумовићева влада је на изборима 9. марта 1893. године, уз примену свих дозвољених и недозвољених средстава, једва однела већину. Ипак, ни то јој није помогло да се дуже одржи у седлу. Намесништво, а с њим и Авакумовићева влада, оборени су Државним ударом 13. априла 1893. године, шеснаест месеци пре законског рока.

### Директна владавина (1893—1903)

#### Државни удар 1893.
После скупштинских избора из фебруара 1893, који су дали подједнак број посланика радикалима и либералима, настала је тешка политичка криза, а Александар је решио да узме ствари у своје руке. 1. априла 1893. године позвао је све угледне министре и читаво намесништво на свечану вечеру у Двору. За време вечере, стално су се око младог краља налазила 10-12 официра као послуга. Након вечере, краљ је позвао госте у свечани салон и саопштио им је да се ради побољшања стања у земљи од данас преузима краљевска овлашћења, разрешује досадашњу владу и намесништво и да Србија иде новим политичким курсем. Тако је краљ Александар извршио дворску револуцију, односно државни удар.
Око краља су се тада налазила неколицина високих официра, међу којима и коњички пуковник Лазар Петровић, који ће доцније постати његов лични ађутант, а краљ ће га унапредити у чин генерала. Протести министра су остали без резултата, док је краљ понављао да је тако боље за све. Нову владу је саставио краљев бивши васпитач, др Лазар Докић, са неколико угледних радикала.

#### Почетак владавине и државни удар 1894.
На почетку своје владавине, политика краља Александра била је да он прописује програм рада владе по питањима војног, привредног и финансијског живота државе. Није подносио страначка непринципијелна надметања, а да би сузбио радикале, сам је 9. јануара 1894. године позвао оца, краља Милана, да се врати у Београд и доделио му врховну команду над војском. Радикална влада је одмах поднела оставку и прешла у опозицију. По повратку у земљу краљ Милан је одмах почео да утиче на државне послове.
Краљ Александар је покушао да води политику са неутралним владама, али му то није полазило за руком. Зато је 9. маја 1894. године извршио други државни удар и укинуо устав од 1888. и вратио стари из 1869. године.
После овога, на инсистирање краљице Наталије, краљ одлази на летовање у Бијариц почетком маја 1895. године. Краљица Наталија је по њему дала име Сашино једној палати у Бијарицу. У овом градићу на граници Француске и Шпаније, краљ је упознао будућу супругу Драгу, која је била лична дворска дама његове мајке. У то време се у Србији то прихватило као пролазна авантура младог краља, али је љубав започета у Бијарицу почела да буја све више и више.
Краљ се поново враћа у Србију почетком септембра 1895. На инсистирање свога оца, краља Милана, краљ Александар је отишао у Беч, где је у знак добре пажње српског и аустријског двора, одликовао лентом Белог орла бечког министра за финансије и министра за Босну и Херцеговину, Бенјамина Калаја, што је рђаво прихваћено у Србији због тежње Аустроугарске да анектира Босну и Херцеговину. У Бечу и Пешти поново долази до незадовољства према Србији.

#### Хиландар и Олимпијске игре (1896)
Због све тежег положаја српског становништва у границама Турске империје, краљ Александар је решио да начини посету Цариграду у лето 1896, не би ли измолио неке политичке повластице српског живља у Турској. Негујући добре односе са Грчком, краљ Александар је у пролеће, по повратку из Цариграда, посетио и грчки двор. На том, путу, после неколико векова, посетио је Свету гору и Хиландар, коме је претила опасност да га Бугари преотму. Том приликом хиландарско братство је поклонио је краљу Мирослављево јеванђеље, оригиналну Немањину повељу манастиру и још неколико рукописа. Овом краљевом посетом и његовим новчаним прилозима, Хиландар је остао српски манастир. Такође је и присуствовао првим модерним Олимпијским играма 1896. Био је једини страни владар који се одазвао позиву грчког краља Ђорђа I. Током игара је интонирана и химна Боже правде, а један од освајача медаље за Аустроугарску је био и Србин Момчило Тапавица. Било је навода и да је краљ Александар поред одласка на Олимпијске игре имао намеру и да се ожени ћерком грчког краља Маријом, али она је већ била испрошена за једног руског кнеза.
По повратку са Атоса, краљ Александар се завадио са својим оцем, после чега је овај отишао по други пут из Србије. Недељу дана касније у Србију се враћа прогнана краљица Наталија. Потом је 25. јуна 1895. године Стојан Новаковић саставио нову напредњачку владу.
- Слика краља Александра са монасима
- Делегације Краљевине Србије, Османског царства и Краљевине Грчке на Хиландару 4. април 1896. године. Делегацију је предводио краљ Александар Обреновић, први ађутант генерал Драгутин Франасовић а у позадини су маршал двора генералштабни мајор Михаило Рашић и генералштабни мајор Живојин Мишић.
- Александар Обреновић са монасима и ађутантима на Хиландару.
- Александар Обреновић сади чемпрес на имању манастира Хиландар.

#### Долазак кнеза Николе Петровића Његоша у Србију
Први пут у српској историји, захваљујући залагању краља Александра, дошло је на Видовдан 1896. у Београду до састанка владара Србије и Црне Горе, краља Александра и кнеза Николе Петровића. Краљ је приредио величанствени дочек кнезу Николи на железничкој станици, командовао је својим војним ешалоном и први се руковао са црногорским кнезом. Том приликом књаз Никола Петровић је одржао дугачак говор где је поздрављао српско-црногорску сарадњу. Књаз Никола је био усхићен када је истога дана био у Саборној цркви на парастосу косовских жртава. После одржаног обреда и патриотског говора митрополита Михаила, у цркви, ушао је обучен у златно црногорско одело и са сабљом Немањића о појасу, клекнуо, пољубио земљу и бризнуо у плач. После избијања Критског устанка у Грчкој, долази до нових заоштравања односа Србије и Бугарске. Краљ Александар је био критикован што није искористио Грчко-турски рат и за кварења односа са Русијом. Краљ Александар одлази у званичну посету кнезу Фердинанду Кобуршком у Софију 19. фебруара 1897. где је потписао српско-бугарску „Угодбу“. По том уговору предвиђала се начелна сарадња у свим питањима која су се тицала Срба и Бугара у Турској.

#### Повратак краља Милана
После овога, краљ се поново мири са оцем и позива га да дође у Србију. По доласку краља Милана у Србију 7. октобра 1897. образована је нова влада под председником Владаном Ђорђевићем, по занимању хирурга. Краљ Милан је постао врховни командант активне војске Краљевине Србије и унапређен у највиши чин армијског генерала који дотада није постојао.
Нова влада и краљ Милан покушали су да нађу достојну принцезу са неког западног двора за краљеву супругу. Међутим, тада се није знало да се краљ састаје са својом будућом женим Драгом Машин у Београду наочиглед читаве јавности.
После све већег ангажовања краља Милана у српској политици, а нарочито после његове антирадикалске политике, на њега је покушан атентат на Ивандан 1899. године, који је покушао да изврши један незапослени радник. Тада се краљ Милан почео обрачунавати са радикалима на све начине. Оваква његова политика се првенствено није свидела Александру из два разлога: требало је ставити земљу пред свршени чин објављивањем своје веридбе са Драгом Машин и да се лиши антирадикалске кампање коју је водио краљ Милан. Зато је решио да уклони и председника владе и краља Милана из земље.
Под изговором да треба да преговара са западним двором око његове женидбе са принцезом Александром Каролином фон Шаумбург–Липе, сестром краљице Шарлоте од Виртемберга, он шаље свог оца у Карлсбад, а председника владе др Владана Ђорђевића у Маријенсбад да потпише неке уговоре са Аустроугарском. Чим је отклонио ове противнике, могао је на миру да објави веридбу са Драгом Машин.

#### Време уочи објаве веридбе
Питање женидбе краља Александра било је предмет спора његових родитеља. Женидба владара је политички чин и повезивање са неким од страних дворова и има значаја за спољнополитичку оријентацију земље. Краљ Милан је био мишљења да је најприкладнија немачка принцеза Александра Каролина фон Шаумбург-Липе, сестра краљице Шарлоте од Виртемберга, док је краљица Наталија била за руску принцезу, али су јој Руси сугерисали да прилику тражи на грчком и црногорском двору. Опција су биле Марија од Грчке и Данске и Ксенија од Црне Горе, међутим, обе принцезе одбиле су такву идеју. На идеју о женидби са Драгом, краљ Александар је дошао на лето 1899. године, али је те планове пресекао Ивањдански атентат. У марту 1899. наговестио је своју намеру оцу, али је овај врло бурно одреаговао. Због Драге је долазило до честих сукоба између оца и сина.
Краљ Александар је упознао Драгу Машин 1893. године приликом сусрета са мајком у Кладову. Краљево ближе познанство са дворском дамом јануара 1895. године у Бијарицу почело је, по сведочењу очевидаца, „као младалачко јурцање за сукњом". После тога је са нестрпљењем чекао да Драга дође у Београд, а јун и јул 1895. године време је њиховог ближег упознавања. Када су наступили ближи односи са Драгом Машин, било је оних који су краљу скренули пажњу да се излаже великом компромитовању, а од 1896, године чуле су се јавне оптужбе на рачун краљице Наталије, у којима се тврдило да она преко Драте Машин врши утицај на сина. Веза Александра и Драге временом све чвршћа, нарочито након њеног дефинитивног повратка у Београд, децембра 1897. године. Русија је подржала ову везу и евентуални брак, јер јој је главни циљ био да краљевог оца удаљи из земље. Зато је краљ Милан тврдио да је Драга била руски агент. За Русију је, како је извештавао отправник послова Павле Мансуров, био много подеснији неполитички брак са Српкињом него политички брак са немачком принцезом. Цар је својеручно написао да је сагласан са тим мишљењем. Павле Мансуров је извештавао о лепоти и интелигенцији краљеве заручнице, занемарујући све друге чињенице које су говориле против тог брака.

#### Објава веридбе са Драгом Луњевицом
Људи из најближе краљеве околине били су изненађени одлуком о веридби са Дратом Машин. Сви су били уверени да је краљев избор кобан по њега самог. Клупко је почело да се одмотава 18. јула 1900. године, када је краљ саопштио министру полиције Ђорђу Генчићу своју намеру да се ожени Драгом Машин. Сутрадан је у ствар био упућен и министар финансија Вукашин Петровић, заступник шефа владе. Међу члановима владе настала је пометња, председник владе није био у земљи, као ни краљев отац који је готово привео крају преговоре о женидби краља Александра са немачком принцезом Александром Каролином фон Шаумбург-Липе, Министри су претили оставкама, а краљ абдикацијом и самоубиством. Обезглављени кабинет није имао смелости да предузме мере које би спречиле краљеву намеру. Влада је поднела оставку, коју је краљ поцепао и наредио да се пошаље Прокламација о његовој веридби у Државну штампарију. Министри су одржали седницу и написали нову оставку, коју је краљ уважио после веридбе. Митрополит Иноћентије је после великог притиска дао благослов (а у њему навео и разлоге против овог брака). Милан није одобравао брак и депешом је поднео оставку на положај команданта Активне војске.
Убрзо је, 24. јула 1900. године састављена влада на челу са председником Апелационог суда Алексом Јовановићем, позната подсмешљиво као „свадбено министарство". Јак официрски ред – творевина краља Милана – био је незадовољан женидбом. Краљ Александар је извршио велике промене у државном апарату, на Двору и у војсци, како би на важне положаје у држави дошли људи спремни да прихвате ново стање, Учињени су и политички потези ради смиривања напетости у земљи и популарисања краљеве женидбе. Помиловани су радикали осуђени након Ивањданског атентата, и амнестирани су сви кривци осуђени од војних судова. Политички програм Јовановићеве владе потекао је из краљеве канцеларије и уобличаван је, у више наврата, у његовим јавним говорима. Дефинитивно је утврђен у Престоној беседи 10. јануара 1901. године, у којој је јасно наглашено да је задатак нове владе смиривање стања у земљи, прикупљање и консолидовање свих снага које ће омотућити културни, привредни и политички развитак и напредак. Краљева девиза је била – поглед у будућност без партијских страсти и освета, и са једним далекосежним, добро смишљеним планом који ће се остваривати систематски, дужи низ година. Већ на првом састанку, Скупштина је одобрила и поздравила краљеву одлуку да на српски престо уздигне „Српкињу од племенитог и честитог колена војводе Николе Луњевице", да би затим изјавила потпуну готовост да са владом Алексе Јовановића ради на најважнијим државним, политичким, привредним и културним питањима.
Честитка руског цара Николаја 1, упућена поводом веридбе, значајно је помогла учвршћивању стања. Наредио је да га, као кума, на краљевом венчању заступа Павле Мансуров, који је затим јавио да се у Србији царево кумство узима као особити вид руске наклоности и пажње. Званична веридба обзнањена је 27. јула 1900. године, а јавна свечаност у Београду одржана је два дана касније. Сви ови догађаји одразили су се на спољнополитички курс земље, окренуте од веридбе ка Русији. У августу 1900. године у Петроград је послат генерал Јован Мишковић који је саопштио да ће Србија у унутрашњој политици одржавати умерени правац, а да ће се у спољној ослањати на Русију, док му је по питању пријема српског краљевског пара на царски двор саопштено да је још рано. За сталног посланика у Русији постављен је Стојан Новаковић, који је уживао поверење Руса од раније.
„Свадбено министарство“ Алексе Јовановића имало је сасвим сужен делокруг рада, извели су само промене у државном апарату и донели неколико закона. Када је Милан у септембру 1900. године допутовао у Букурешт, упућен је распис свим окружним начелницима о његовом хапшењу, уколико би дошао у Србију. На Александров позив у Београд је дошао пуковник Грабов, шеф руске тајне полиције за Балкан, са агентима ради мотрења на краља Милана, који је после овога одустао од сваке помисли да учини нешто озбиљније против сина. И краљица Наталија је са тугом примила вест о женидби, а због њених напада на Драгу, Александар је у потпуности прекинуо односе са мајком. Како би поправио положај Драге почео је да мења имена институција (Виша женска школа – Виша школа краљице Драге) и места (Врањска Бања – Бања краљице Драге), њен рођендан проглашен је за државни празник, а установљена је и медаља „Краљице Драге" за „заслужне женскиње“.
После објаве краљеве веридбе Аустро-Угарска је била изненађена, али се држала веома уздржано. Односи са северном Монархијом су погоршани након изненадне смрти краља Милана 11. фебруара 1901, године у Бечу. Тамошње власти одбиле су захтев краља Александра да оца сахрани у земљи. По жељи покојника, аустријски цар је организовао сахрану на тлу Аустро-Угарске, у манастиру Крушедолу. Краљ Александар се спремао да буде на погребу, али му је јављено да у протоколу сахране за њега нема посебног места које му припада, те је краљ одустао од пута. По специјалној наредби сина, очево тело је балсамовано.

#### Радови на новом Уставу
Средивши свој лични живот краљ је усмерио сву пажњу на постизање договора са радикалима око израде новог устава, који би био средње решење у подели власти између устава из 1869. и 1889. године. За рад на уставном питању узета је идеја из 1897. године, по којој је уставно решење требало да буде резултат договора краља и свих истакнутих политичких фактора у земљи. Радикали су тиме напустили некадашњи захтев да Устав из 1889. буде полазиште за рад. Напротив, за основу новог Устава узет је уставни нацрт израђен под Новаковићевом владом 1896. године. Краљ од тада није напуштао идеју о дводомном скупштинском систему. Као посебан вид поверења према радикалима, краљ је уочи обзнане новог устава извршио промену владе, те је 2. априла 1901. године осванула на дужности влада Михаила Вујића, у којој су била четворица радикала, тројица напредњака и један генерал.
Уз помоћ радикала Милована Миловановића и Михаила Вујића, те напредњака Павла Маринковића и Николе Стевановића, краљ је модификовао уставни предлог из 1896. године. Нацрт Устава претресан је три дана на конференцији одржаној у двору, којој су присуствовали истакнути представници напредњака и радикала. Предлог је имао 107 чланова. Радикалски прваци су зазирали од Велике народне скупштине и нису мотгли да гарантују да ће њихов споразум са краљем бити успешан. А заправо су страховали од одговорности што су прихватили дводомни скуп- штински систем, који је био у супротности са званичним програмом странке. Прокламацијом у великом салону новог двора, 19. априла 1901. године, председник владе Михаило Вујић прочитао је краљеву Прокламацију којом објављује да даје земљи нови Устав.
У Србији је по први пут увецен дводомни систем. Скупштина се састојала из два дома: Горњи дом (Сенат): престолонаследник, београдски архиепископ, нишки епископ, 30 сенатора које краљ поставља, 18 изабраних сенатора) и Доњи дом (Народна скупштина): 130 посланика. Избори су непосредни и тајни, а мандат посланика био је 4 године. Закон су морала да прихвате оба скупштинска дома. а буџетско право је ограничено (стари буџет могао се продужити за још једну годину).
Министре именује краљ и министри не могу бити посланици нити изабрани сенатори, предвиђена је само кривична (не и политичка) одговорност министара. Појачана су права Државног савета у управно-судским надлежностима, а Чланове Савета краљ је именовао из реда доживотних сенатора. Загарантована је независност судова и непокретност судија, али су грађанска права ограничена. Што се тиче штампе и удружења, уставотворац коначна решења препушта законодавцу, с тим што је само цензура била забрањена. Укинуте су одредбе о окружној и среској, а задржана је општинска самоуправа.
Краљ је постигао оно што је желео – да владар, Сенат и Скупштина буду изједначени чиниоци у законодавству. Да би један закон ступио на снагу, била је неопходна сагласност сва три фактора, а законске предлоге могли су подносити сви чиниоци. На новим изборима, одржаним 4. и 18. августа 1901. године конституисана је Скупштина, а убрзо и Сенат. Радикали су однели превагу у оба дела народног представништва, затим у Државном савету и влади. До таквог односа снага дошло је захваљујући краљевој политичкој наивности да ће се радикали држати претходног споразума који су са њим постигли. Споразум је потписало 80 еминентних људи из редова Радикалне и Напредне странке. Верујући у искреност радикала краљ је несмотрено именовао доживотне сенаторе, чак 11 радикала и таквим поступком свесно је омогућио њихову превласт у Сенату. Исто је учинио и са Државним саветом. Урушавању споразума између напредњака и радикала допринела је и вест да се рођење престолонаследника у земљи не може очекивати.

#### Мартовске демонстрације и Мајски преврат
Последице краљичине немоћи да подари наследника престола, биле су у извесној мери судбоносне по династију, јер је отворено питање престолонаслеђа. Месец дана после венчања, објављено је да је краљица трудна, чиме је краљ Александар желео да учврсти брак и побије гласове о Драгиној неплодности. Драга је за време „трудноће" одавала утисак бремените жене, променила је животне навике и почела да се гоји. Априла 1901. године краљицу су прегледали руски лекари и утврдили да се „порођај не може очекивати, што су потврдили и доктори из Беча и Букурешта. У земљи је ова вест дочекана са неверицом, а сва кривица је пребачена на краљицу. Отворено је питање престолонаслеђа (а са њим и династијско питање). У страној штампи су се као кандидати помињали: Мирко Петровић, Петар Карађорђевић и његови синови, Ђорђе и Александар, а у земљи гласови о Никодију Луњевици, краљичином брату, што је посебно иритирало домаћу јавност.
Званичан став српске владе и краља био је да у Србији не постоји питање престолонаслеђа. После компромитовања са лажном трудноћом руски цар је отказао пријем српског краљевског пара. Та вест је до српског краља стигла октобра 1902. и по извештајима самог руског посланика у Србији након ње је опстанак краља Александра био озбиљно доведен у питање. Да би поправио општи лош утисак у Србију је почетком децембра 1902. допутовао лично шеф руске дипломатије Владимир Н. Ламздорф. Краљ и краљица примили су га у двору у Нишу, где су разговарали о општим питањима безбедности на Балкану и ризику поремећаја мира због узавреле атмосфере у Македонији. Видно узнемирен чињеницом да је његов главни ослонац, Русија, према њему уздржана, краљ у неколико наврата покушава да нормализује лоше односе са Аустро-Угарском. То му није пошло за руком. На сусрету аустријског престолонаследника Франца Фердинанда и руског цара Николаја фебруара 1902. године, било је речи о Србији, краљу Александру и његовом опстанку на престолу. Закључено је да евентуално обраћање краља Александра Аустро-Угарској не би битно изменило физиономију ствари у балканском груписању с обзиром на важност руско-аустријског споразума из 1897. године о одржавању постојећег стања на Балкану. На истом састанку донета је и одлука да се краљ Александар препусти својој судбини, а да се оба царства слажу да ћеу случају његове пропасти на престо доћи Петар Карађорђевић, као кандидат који задовољава обе стране. Одмах затим, руски шеф дипломатије Ламздорф на питање Петра Карађорђевића из Женеве одговорио је у царево име да се прихвата као претендент на српски престо. Оваквом одлуком двеју великих сила према Петру Карађорђевићу била је доведена у питање судбина династије Обреновића.
У тешким околностима влада Михаила Вујића показала се слабом за решавање спољних и унутрашњих питања. Она је имала неколико успеха на унутрашњем плану. Законодавна активност Вујићеве владе била јеу духу новог Устава. Све у свему, биланс у законодавству је био успешан, али не подједнако у свим државним гранама. Највише спора у Скупштини су изазвали политички закони, У тој сфери донети су Закон о штампи, Закон о општинама, Закон о изборима чланова Народног представништва, Закон о пословном реду у Сенату, Закон о пословном реду у Народној скупштини, закони о уређењу и о пословном реду у Државном Савету, Измене и допуне Казненог законика. Штампа је ослобођена. цензуре, кауције и претходне пријаве новог листа. Лист је могао бити забрањен само у случају да вређа краља, његов дом и ако позива грађане на бунт и то тек после судског решења. Полиција није имала никаквих веза са запленом и обустављањем новина, Закон је штитио приватност грађана од злоупотреба, клевета и денунцирања. Није посебно наглашена заштита краљичине личности, што се доцније, са нападима штампе на краљицу Драгу, показало као велики проблем. Казнама нису подлегале ни алузије на краљеву личност и то је опозиција обилато користила. Лоше државне финансије су представљале један од најкритичнијих владиних проблема. Плате чиновништву и војсци нису исплаћиване неколико месеци. Краткорочне позајмице код домаћих новчаних завода само су привремено одлагале државно банкротство. У финансијском законодавству је донето десетак решења, са циљем да та струка буде ефикаснија и да омогући стабилизацију буџета.
После краљевог фијаска са Русијом, Михаило Вујић је поднео оставку, Образована је влада Пере Велимировића, а потом влада Димитрија Цинцар-Марковића. Са такозваном неутралном владом од четири радикала и три генерала краљ је хтео да успостави умерени лични режим, али је већ у старту начинио грешку окруживши се људима без великих способности и без великог политичког значаја, То најбоље показују наредних шест месеци владиног рада, за време којих су чињени безуспешни покушаји да се штампа опозиције ућутка. Вођена је велика политичка борба у штампи (влада финансира 6 листова: Слоја, Српске новине, Дневник, Вечерње новости, Двадесети век, Мале новине. У опозиционим листовима издваја се Одјек самосталаца, док је књижевна опозиција била окупљена око Српског књижевног тласника). Први већи знак политичке кризе догодио се када је Влада почетком 1903. године закључила седнице Скупштине, пре него што је усвојен буџет, а указом је продужила прошлогодишњи до следећег сазива, што је опозициона штампа искористила и осудила као повреду Устава. Атмосфера постаје све напетија и 5. априла 1903. године долази до уличних немира (Мартовске демонстрације). Повод су била нова правила о исправама трговачких помоћника у које је требало додати фотографије (исправе помоћника су биле исте као служитељске што је трговачки еснаф схватио као увреду). На улицама су узвикинане пароле „Живео Устав", „Доле с краљем“, „Доле с краљицом, „Живела република". Краљ је наредио да се маса растера воденим шмрковима. Полиција на улицама само је штитила прилаз двору, она није имала наредбу да употреби оружје. Мали број жртава, који се у оваквој прилици апсолутно није могао избећи, најбоље говори да жандарми нису пуцали у масу. Свакако, мало је фалило да краљ услед опасности изгуби главу, али то се није десило. Ови догађаји су ипак, заслугом незадовољника, брзо добили епитет „крвави“ и за њих смишљена је кованица „мартовско крвопролиће".

#### Државни удар 1903.
Два дана касније, 7. априла, краљ Александар је укинуо Априлски устав, распустио Скупштину и Сенат, укинуо Закон о штампи, Закон о општинама, Закон о избору Народног представништва, попунио Сенат и Државни савет новим члановима. После непуног сата издао је проглас којим је Априлски устав враћен на снагу. Иако у Устав није дирано, а државни удар сведен на најблажу варијанту, у јавности је начин на који је то изведено изгледао недоличан. Уопште, краљ се понашао и радио као дављеник који нема више куд. Био је то четврти државни удар за десет година његове владавине. Већ увређена опозиција нашла је у њему материјала за још јаче нападе на краља који јој је ограничио слободу штампе и укинуо све законе од 1. априла 1901. на овамо. Демонстрације у Београду су показале још једну битну ствар, а та је да војска није а ослонац Круни, иако су у влади седела чак четири генерала. Нови избори заказани су за 1. јуни 1903. године. Избори су били тајни. На бирачка места изашло је око 200.000 људи, што је чинило око 60% бирачког тела. Влада је добила 182.638 гласова или 90%. У Скупштину су ушла 72 либерала, 34 напредњака и 24 радикала, укупно 130 посланика. Краљ је славио због изборних резултата, утврђујући себе у мишљењу да је народ за њега и да опозиција не репрезентује народну вољу.
Престоница је била душа политичког живота земље – у њој је била великошколска омладина демократски опредељена, у њој је била академска интелигенција, у њој је излазило седамдесет пет периодичних издања, од укупно осамдесет шест у целој Србији. Београд је био најважније културно, друштвено и војно седиште земље. Цифре су, на овај начин, замаглиле право стање ствари и он се повео за квантитетом, Шта год мислили људи из народа, поступало се онако како су страначки врхови хтели.
Жеља да се последњи Обреновић збаци са престола приближила је вође либерала и радикала. Када је опозиција видела да њен дотадашњи напор може пропасти, прекорачила је све обзире и позвала поједине официре у помоћ. Апел на нераскидиве везе српске војске и демократије био је више него чудан. У политици, међутим, циљ увек оправдава средство.

#### Припрема преврата
Ниједна завера није планирана толико дуго као ова – скоро две године; затим, ниједна завера није имала толико учесника који потичу из првих редова државне управе, или државне одбране; трећа, можда и најчуднија појава, која доста сличи атмосфери уочи убиства кнеза Михаила, јесте та да је план о завери био „јавна тајна", да се о њему шапутало по целом Београду, а да само означени жртвеници, краљ и краљица, нису хтели, нису желели, или нису имали снаге да јој стану на пут и употребе механизме одбране којима су располагали.
Пријатељи, или противници династије, били су уверени да је краљев избор за женидбу кобан по њега самог, а показало се брзо и као судбоносан за целу Србију. Одвојити интриге и сплетке, домаће и стране, од овог чина веома је тешко. Млад и заљубљен владар са климавим престолом какав је наследио од оца, уз то политички незрео, чврсто је решио да изабраницу свога срца, удовицу Машин и дворски даму своје мајке, уздигне на краљевски престо. Немогућност да остави потомство довела је, између осталих фактора, династију Обреновић до њеног краја.
Незадовољство краљевом женидбом појединни официри су одмах испољили. Њиховом, у почетку мирном протесту, удахнуле су душу жене београдске чаршије, у чијем су се друштву кретали понајвише млађи официри. Завидећи Драги што се као обична грађанка, уз то удовица са не баш светлом прошлошћу, успела на владарски трон, оне су подстицале код официра оно незадовољство које је у има тињало. Са друге стране, краљ Александар уопште није разумевао суштину ни снагу официрског незадовољства. Још уочи женидбе њему је тадашњи председник владе Владан Ђорђевић, не могавши да га убеди да промени своју одлуку о женидби, саветовао да позове официре београдског гарнизона и упита их за мишљење о својој намери. Међутим, кад су официри стигли у двор, краљ је променио своју одлуку. Тај поступак официри су доживели као своју велику срамоту, али још ништа сами нису предузимали, јер су полагали наду у краља Милана и очекивали су његов повратак. Мако још увек млад по годинама, краљ Милан је био уморан за нову борбу и то са својим рођеним сином. Његовом смрћу поједини официри су решили да преузму ствар у своје руке.
Краљу су стизале опомене и доставе са свих страна о пометњи у војсци, али он није посумњао у њену оданост. Чврсто је веровао у заклетву на верност коју су му положили и сматрао је да ту заклетву његови официри никада неће погазити. Краљ се заправо бојао Карађорђевића, то је био страх који је од оца наследио. Због тога је сва упозорења на официре тумачио као претеривања и сводио их на неколицину незадовољника и бунџија, а финансијска улагања, одликовања и напредовања која су давана војсци служили су му као покриће да исправно мисли.
Од лета 1901. године незадовољни официри су почели да припремају заверу и у свакодневним разговорима да бацају дрвље и камење на краљевски пар, јадајући се један другоме на свој крајње незавидан положај. Некако у то време потврђена. је и обелодањена лажна краљичина трудноћа, која их је још више раздражила. Кружоок незадовољника од седам – осам официра брзо се ширио, а централне личности постали су коњички поручник Антоније Антић и поручник Драгутин Димитријевић вође тајног друштва Црна рука. У свом плану они су се одмах усредсредили на убиство краљевског пара и вребали су згодну прилику да план изврше. Неколико неспешних покушаја нису их обесхрабрили, већ су их утврдили у мишљењу да је нужно боље се организовати и круг завреника проширити људима из политичког живота земље.
Чудно је са којом лакоћом су некадашњи краљеви министри пристали уз официре и заверу. Још је чудније да су те личности махом из редова либералских првака, дакле из оне странке која се поѕивала на лојалност династији Обреновић. Ђорђе Генчић, министар полиције у влади Владана Ђорђевића, а пре тога шеснаест година управник града Ниша и начелник Нишког округа. Генчић је припадао угледној фамилији која је традиционално била привржена Обреновићима. Затим, Јован Авакумовић, такође челни човек Либералне странке, Живан Живановић, министар просвете и црквених дела у последњој влади Александра Обреновића, један од првих либерала, чија директна умешаност није доказана, али је његова индиректна веза са завереницима несумњива (неколико састанака завереника одржавани су у његовој кући, а његова сестра била је супруга Драгутина Димитријевића, коловође завере). Било је ту још истакнутих личности из јавног и политичког живота Србије: синови генерала Саве Грујића, београдски трговац Никола Хаџи Тома, иначе шурак двојице истакнутих либерала Јована Ристића и Радивоја Милојковића, па Алекса Новаковић, напредњак, таст Ђорђа Генчића, Драгомир Рајовић, такође бивши министар, потпредседник Скупштине за време владе Владана Ђорђевића.
До 1902. године краљ није изражавао посебну забринутост за свој живот. Истина, страх од смрти рађао му је сумње, али га оне нису нагониле да предузме енергичније мере. То показује и краљево држање после Алавантићеве афере почетком 1902. која је требало да растури везу краља и радикала, јер се веровало да се краљ без њих не може одржати. Међутим, краљ се није препао од Алавантићевог упада, нити је тражио да опозицију уплете у ту ствар. Исто тако, на вести о завери међу официрима краљ, уместо да сече ствар у корену и да се разрачуна са осумњиченима, он је деловао на последице, а не на узроке – затворио се у двор и окружио појачаном стражом. Тако је завереницима ставио само једну препреку више, а далеко од тога да је тиме себе чврсто осигурао. Краљевом двоумљењу и несигурности нарочито је допринео тадашњи председник владе генерал Цинцар-Марковић коме је изгледало са моралног становишта неизводљиво да официри припремају смакнуће краља, а уз то и сам војник понашао се као бранилац војске од полицијских достава. За то време официри су попуњавали своје редове новим присталицама и детаљно утаначавали план.
Аустро-Угарска је знала за заверу, али је била сасвим равнодушна према династијској промени у Србији пошто у владајућој династији није видела никакве користи за себе, Упућеност Русије у заверу изгледа много већа. Иако се сумњало да је руска обавештајна служба, била увучена у више неуспелих атентата на његовог оца, краљ Александар је позвао у Београд управо шефа те службе за Балкан, Грабова и поверио јој задатак да чува краљевски двор. Многи тајни агенти су се населили у Београду и по Србији и толико су се узнели да су чак и руском посланству правили проблеме због неусаглашеног деловања. Почетак рада руске обавештајне службе пада у време краљевог потпуног ослонца на Русију, у 1901. години. Поред Грабова, као шеф руске тајне полиције на Балкану помиње се и Владимир Тржецјак, од кога потиче извештај свом претпостављеном, директору департмана Полиције при Министарству унутрашњих дела Русије, о завереницима и убиству које су извршили. У извештају, осим тога што се помиње специјални изасланик Александар Вајсман који је три дана уочи преврата послат у Београд да краља Александра извести о завери, других значајних појединости нема. Остале информације о предисторији завере и њеним главним личностима врло су површне, имају извора у гласинама београдске чаршије и указују да је извештач недовољно посвећен у срж проблема. Што се тиче држања руског посланика у Београду, Николаја Чарикова, оно је било строго по упутствима министра иностраних дела Ламсдорфа – немешање у унутрашње послове Србије. Зато је Чариков остао неми посматрач катастрофе која се спремала краљу Александру. Занимљиво је да Чариков у својим мемоарима убиству последњег Обреновића не поклања никакву посебну пажњу. Он је у ноћи када је извршен преврат мирно посматрао догађаје из собе свог посланства које се налазило преко пута Старог двора.
У држању двеју великих сила извесно је само то да су обавештајне службе двеју сила били такмаци за контролом над будућим политичким животом Србије и да су прикупљале информације, држећи се по страни од сваког директног мешања. Антидинастијска атмосфера осећала се још по Милановом одласку из земље, али би било веома ризично ту тражити почетке завере. Круг незадовољника потицао је углавном из редова интелектуалаца, без јасне партијске боје. Међутим, њихово антидинастијаштво није се огледало у спремности да сами скују план и изврше промену династије. Они су пре чекали да се ствари саме од себе десе, него што су показивали готовост да их они предводе. У време укидања Априлског устава кључала је од протеста само престоница, као и у време краљеве женидбе. Опозициона штампа је подгревала незадовољства али се она нису ширила дубоко по унутрашњости земље. Велики део становништва био је равнодушан према најновијим променама. Пут краљевског пара по Западној Србији, одмах после лажне трудноће, није показао да је веза између династије и народа прекинута. Наравно да су најсрдачнији дочеци били исценирани од полиције, али и тамо где се није клицало краљици, дочеци су били врло коректни.
Прича о „омраженој“ династији исконструисана је доцније од оних који су династијски преврат извршили и који су се њиме окористили. Осим појединих породица традиционално оданих Карађорђевићима, кнеза Петра готово нико није познавао у земљи. У односу на Обреновиће он није био у великој предности. Исто тако, ни веза народа са Обреновићима није била чврста и нераскидива. Отуда и такве равнодушности код масе. Пет пута у сто година смењивали су се на српском престолу чланови једне и друге династије, што најбоље говори да ниједна од њих није носила велику превагу у народу. Даље промене заустављене су гашењем једне династије – Обреновића.
Број завереника из редова војске у изворима варира и креће се од двадесет до четири стотине. Недавно објављена истраживања једног од савременика догађаја с почетка 20. века казују да је у завери учествовало сто петнаест официра. Редослед догађаја у организацији и извођењу завере такође је тешко реконструисати. Део официрског кора је наводни мотив за учешће у завери нашао у незадовољству краљевом женидбом и последицама које су из ње проистекле. Иза ове добро познате слике, било је и других личних мотива појединаца, који не смеју бити занемарени. Такве су рођачке и династичке везе са политичарима, на пример. Завера у војсци почела је да се спрема после обелодањивања лажне краљичине трудноће маја 1901. Тада су се почеле ширити прве вести о краљичином брату Никодију као кандидату за српски престо. Група официра из Четвртог коњичког пука, њих петорица, међу којима су били и поручник Антоније Антић, сестрић политичара Ђорђа Генчића, и његов друг поручник Драгутин Димитријевић Апис, договорили су се 19. септембра 1901. да убију краља и краљицу. Сва казивања су сагласна у тврдњама да је Апис био главни међу млађима и да су његове везе са великошколском и трговачком омладином, те са радницима, биле врло разгранате. На Великој школи је постојало језгро завереника који су радили и били у дослуху са млађим официрима, мада се из предострожности њихова имена нису налазила на тајним списковима, Од испрва малобројне завереничке групе официра једино је Апис важио за присталицу Карађорђевића и делио је њихове слике млађим друговима када их је наговарао да уђу у заверу. Остали се нису „одушевљавали“ том династијом. Антоније Антић тврди да је највећи део млађих официра у колу завереника био настројен републичком државном уређењу. Када је тој малој групи пропао план да изврше атентат на краљичин рођендан 24. септембра код „Коларца“, они су на једном од следећих састанака дошли на мисао да треба потражити помоћ политичара. Краљ је дознао за окупљања млађих официра у стану Антонија Антића, на шта је скренуо пажњу управнику града. Командант Активне војске генерал Михаило Срећковић и министар војни нису предузели конкретне мере за праћење сумњивих лица, што се може закључити по слободи са којом су завереници вршили даље активности. На Туциндан 5. јануара 1902. дошло је до првог састанка завереника из редова војске са Генчићем, у стану код Антонија Антића. Тада им је Генчић рекао да се Петар Карађорђевић „прима" престола и два сата им је говорио о нужности свргавања Обреновића. У Антићевом стану било је свега дванаест официра, од којих су касније двојица иступила из завере.
Придобијање присталица у редовима војске ишло је, доста дуго, врло тешко. Међу пешадијским официрима деловао је Апис, а коњичке официре је придобијао Антић. Врбовање није насумице вршено, већ је вођено рачуна о интересима и томе да су појединци у везама са значајнијим политичким и војним личностима у држави. Такође, велики проблем је био у томе што нико од старијих официра није ушао у коло завере. До краја 1902. успело се, међутим, да се у заверу увуку тројица: Дамјан Поповић, Александар Машин и Ђока Михаиловић. Завереници су ускоро продрли и у гарнизоне у унутрашњости, у Књажевцу, Нишу и Пироту, придобивши у тим местима по двојицу тројицу за циљеве завере. Занимљиво је да официри нису тражили везе само са радикалским политичарима, већ са либералима, а једини разлог за то могу бити родбинске везе. Очигледна је чињеница да је Либерална странка читаву деценију која је претходила мајском преврату пролазила кроз озбиљну трансформацију и да по свом саставу ни изблиза није била слична оном стожеру Обреновића из времена Другог намесништва (1868– 1872), на чијем челу су били Јован Ристић, Миливој Блазнавац, Радивоје Милојковић. Почетком 20. века то више није била странка „умереног корачања" из Ристићевог доба, већ странка спремна да кида са прошлошћу. Многи од њих су дошли у директан сукоб са краљем и од времена његове женидбе били су у опозицији. Такви су били Јован Авакумовић, Војислав Вељковић, Стојан Рибарац, који је још у време краља Милана ковао планове за протеривање Обреновића, те главни завереник Ђорђе Генчић, чија је породица преко пола века била за Обреновиће. Либерали су хтели власт, а краљ их је стално држао на дистанци. Као што се види, заверу су организовале старе политичке и војне структуре, оне које су деведесетих година 19. века представљале главни ослонац Обреновића. Млађе снаге у војсци су дале завери нову снагу, борбеност и подршку, а у завршном делу, када је дошло до застоја, оне су ствар извеле до краја.
Поред шефа либерала Авакумовића, у заверу су убрзо посвећени и Никола Пашић као главна личност старорадикала и Љуба Живковић, незванични вођа самосталних радикала. Међутим, Пашић није даље учествовао у завери, док самосталци нису хтели да свргавају једну династију и васкрсавају другу. Њихов идеал је била Србија република. Сва имена потврђују да су убиством последњег Обреновића руководили његови бивши министри, или двору блиски људи. Рођачке, комшијске, кумовске и партијске везе дошле су у сплет у комплетном издању. Мако је радикалска опозиција стварала погодну климу за мајски преврат, нико из њених редова није био у првим редовима завере.
Пошто се потанко упознао са збивањима, Петар Карађорђевић је изјавио да је потпуно сагласан са завереницима. После договора са Петром Карађорђевићем остало је још да се одлучи о начину како извршити преврат: убиством краљице и краља, или само краљице, или протеривањем краљевског пара. Одлука о убиству је дошла тек после уличних демонстрација почетком априла 1903. До тада се размишљало о киднаповању и пребацивању краљевског пара на тло Аустро-Угарске, или на приморавање краља да абдицира. На све учесталијим састанцима завереника у октобру и новембру млађи, попут Аписа и Антонија Антића, предлагали су убиство, али су били у мањини. Већина је била за абдикацију и протеривање. Ствари су, међутим, почеле све више да измичу контроли. Услед једне дојаве на Дан прогласа Краљевине 1903. сва војска је била у приправности. Пошто се завера ковала више од годину и по дана, све чешће је долазило до цурења гласина које су стизале до краља. Такође, гласине да ће се краљ развести умного су утицале на ужурбаност у редовима завереника. У последњем тренутку, умало није дошло до откривања завере. Дефинитиван план за напад на двор је настао само дан раније, 9. јуна. Одбачене су опције о абдикацији и протеривању, и једногласно је усвојен план о убиству краљевског пара. Списак завереника који је уништен после демонстрација 5. априла имао је свега тридесет и шест потписника. Важно је, међутим, да су они били распоређени у командама свих београдских пукова. По извештају руског посланика у ноћи између 10. и 11. јуна у смакнућу краља и краљице учествовало је око четрдесет официра из Београда и око десет из унутрашњости, који су украли динамит из складишта. Према каснијим сведочењима војска која је била доведена у парк двора у ноћи када је извршено убиство, мислила је да је позвана да помогне краљу који је у опасности. Краљев собар је причао да су многи плакали када су чули да су краљ и краљица убијени.
У плану завереника нису била утврђена убиства министара и краљичине браће. Та убиства су изведена без плана, као дело појединих официра. Одлуку да се убију генерали Цинцар Марковић и Милован Павловић донео је Александар Машин, под изговором да они морају бири жртве свог положаја. Министар унутрашњих дела Веља Тодоровић је рањен, али је преживео, док су главе браће Луњевица пале као жртве личне освете Воје Танкосића. Све до последњег тренутка краљ је потпуно веровао у заклетву својих официра. То доказује његов однос према доставама полиције да му се ради о глави. Он је преко дојава олако прелазио, шта више и сам доказивао и аргументовао неоснованост оптужби на рачун завере у војсци. За такав краљев став умногоме је одговоран и председник владе генерал Цинцармарковић који је краљу тврдио да завера официра против краља „није могућа“ и да се ради о неколико „усијаних глава“ које ће се „охладити". Краљ је презао да у хајци на официре не оптужи невине људе. Зато се до последњег. тренутка суздржавао. То га је коштало главе. Краљ је био узнемирен, имао је честе несанице, али све његово упињање да схвати ко, како и зашто хоће његову главу, није га водило до одговора.
Дамјан Поповић, који је после краљеве веридбе крајем јула 1900. постављен за почасног краљевог ађутанта и за команданта инжењерије, био је један од завереника коме је Генчић наменио улогу главнокомандујућем у преврату. Поповићева замена је био пензионисани пуковник и бивши девер краљице Драге, Александар Машин, такође завереник. Он је одлично познавао унутрашњост двора јер је од осамдесетих година непрестано, у разним службеним својствима, бивао у њему. Познавао је све капије, главне и споредне прилазе двору. Због тога, а и као искуснијем официру, њему је пало у део да изради план напада. Наговештаји хапшења убрзали су деловање завереника. На последњем састанку војних и цивилних завереника одржаном 9. јуна, одређено је да дан акције буде ноћ између 10. и 11. јуна. У последњем тренутку је, путем замена распореда мимо знања краља, сређено да један од двојице завереника у краљевој гарди Петар Живковић одређене ноћи буде водник страже. Подударност са датумом када је 1868. у Кошутњаку убијен кнез Михаило Обреновић била је случајност.

#### Мајски преврат
По сведочењу руског посланика, краљ се касно почео понашати са много предострожности. Почео је сваке вечери лично да проверава да ли су врата двора закључана. Вршио је све чешће премештаје у војсци, једне је слао у унутрашњост, друге доводио, а све као последицу учесталих дојава о завери. Од краја априла до краја маја 1903. краљ је био на самом прагу откривања завере. Завереници су, међутим, предухитрили краља. Упад у двор заказан је за два сата после поноћи. Како је изгледало тумарање по двору и потрага за краљевским паром описао је на врло динамичан начин Драгиша Васић. По Васићу, потрага је трајала сат времена и педесет минута, од два до три сата и педесет минута, а по руском посланику Чарикову сат и петнаест минута. Капију двора отворио је поручник Живковић. Војска је брзо разоружала жандаре и избацила их на улицу, према руском посланству. Пошто нису нашли кључеве од дворских одаја, официри су дворска врата разваљивали динамитом. Од првог динамитног удара укључио се аларм у двору, који је током потраге непрестано звонио. Ни после пола сата завереници нису успели да пронађу краља и краљицу. По Машиновој замисли, доведена је једна пољска батерија распоређена с обе стране двора, да у случају неуспеха завере сруши двор, а завереници да се повуку на Топчидер одакле би подигли револуцију против краља. Топови су постављени на сто корака од двора. Услед неуспешне потраге, Машин је наредио да се убију министри Цинцармарковић, Милован Павловић и Веља Тодоровић, чије су куће биле под будном присмотром. Војску су завереници довели под изговором да су потребни за спровођење краљице изван земље, те њени припадници нису знали шта се догађа. После пола три, видевши војску испред двора, краљ је изашао на палисадник према улици и нешто викнуо. Очевидац Чариков мисли да је краљ тражио помоћ, јер је чуо да му је војска одговорила: „Ваше величанство, не бојте се" Ти искрени повици војника су и убили краља, извештава Чариков, јер су заверници видели где се краљевски пар налази. Потом су се вратили, и у пратњи генерала Лазе Петровића, кренули поново у претрагу одаја. Генерал Лаза није хтео да ода где се краљ и краљица налазе, иако му је запрећено смрћу. Један од завереника је запазио у зиду тапацирунг са готово неприметном кључаоницом и затражио секиру. Тек тада је ађутант пристао да позове краља. На његове речи да га траже официри, краљ је питао може ли рачунати на њихову заклетву. Добио је противуречне одговоре. Краљ је био голорук, ненаоружан. Када је изашао из будоара, наступила је пауза од неколико тренутака, јер се нико није осмелио да пуца први. Коначно је први метак испалио капетан Михаило Ристић, стари карађорђевићевац који је од почетка завере тражио да лично изврши убиство. Краљ је пао од првог метка, а убрзо за њим и краљица, чије се тело накратко трзало, као да хоће да заштити краља. Обдукцијом су утврђене двадесет и три ране на краљевом и двадесет на краљичином телу. Унакажена и обнажена тела официри су избацили кроз прозор у башту двора, где су лежала око четврт часа. Потом су унета у подрумске просторије, где је извршена обдукција. Завереник Петар Мишић је годину дана после Мајског преврата причао да се краљ држао храбро и мушки и да је претио официрима осветом, а да је његов први ађутант Лазар Петровић такође показао велику дозу храбрости и достојанства.
Србија је закорачила у 20. век стравичним убиством, које је тај епитет заслужило не само чином одузимања живота, већ и начином обрачуна са остацима жртава. Тела су била унакажена, а затим избачена кроз прозор у дворску башту. Двор је био демолиран и опљачкан. После убиства двор је одавао слику бахате разузданости, а тако су очевицима изгледале и београдске улице, којима је војска, углавном припита, суверено господарила. Иако је одмах ујутру 11. јуна образована цивилна прелазна влада, код страних посланика је преовладао утисак да је њена стварна моћ само привидна и да све конце у својим рукама држи војска предвођена Александром Машином и Петром Мишићем.
После стравичне ноћи између 11. и 12. јуна 1903. године следио је исто такав дан у којем су сахрањени последњи краљ из династије Обреновић и његова супруга краљица Драга, уз на брзину очитано опело на коме је био присутан једино краљев собар. Тела краљевског пара била су укопана на Старом гробљу код цркве Светог Марка. Можда је апсурдно то да су краљевском пару споменик подигли тек Аустријанци за време окупације 1917. године. Споменик је подигнут у мермеру уз јужни зид цркве. Приликом изградње нове цркве 1942. године посмртни остаци краља и краљице пренети су и привремено смештени у више него скромној крипти нове цркве Светог Марка где се и данас налазе.

## Политички преглед

### Унутрашња политика
Извршавао је доста државних удара, а једним је и директно ступио на престо када се прогласио пунолетним. Касније је мењао и Уставе, а уводио је и Сенат.
Наставио је очеву праксу да релативно често посећује Ниш, и да тамо повремено одржава седницу Скупштине. Био је мало попустљивији према Радикалима од свог оца.

### Спољашња политика
Током своје владавине је доста путовао у иностранство, а Србија није водила ниједан рат, нити се територијално проширавала.
Био је у званичну посету Италији и краљу Умберту I, и током тог путовања је отишао у Ватикан где се срео са папом Лавом XIII. Вероватно је и први актуелни српски краљ који се лично срео са актуелним римским папом.
Са кнезом Николом I Петровићем Његошем је договорио и уредио сусрет у Краљевини Србији, а следеће године је узвратио посету Кнежевини Црној Гори на Ђурђевдан, крсну славу Петровића Његоша.
Био је и једини страни шеф државе који се одазвао позиву грчког краља Ђорђа I и посетио је прве савремене Олимпијске игре 1896. Пре тога је посетио Хиландар и отплатио његове дугове, и залагао се да он остане српски манастир и да не пређе у бугарске руке.
Побољшао је и односе са Руском Империјом који су захладнели током касније владавине његовог оца краља Милана. Са Уједињеним Краљевством је уговорио споразум о међусобном изручењу криминалаца.

### Економија
Донео је закон којим је Кости Шонди омогућио монопол на производњу чоколаде.

## Постхумни догађаји везани за краља Александра Обреновића
Његовим убиством је окончана строго мушка брачна линија Јеврема Обреновића. Линија Милоша Обреновића је већ одавно такође остала без брачних мушких потомака, док су од Јована Обреновића преостале две ћерке, Ермила и Анастасија, о којима се не зна се пуно. Ермила је преминула 27. фебруара 1933, а Анастасија јуна 1918. Остало је нешто потомака Јакова Обреновића, брата по мајци кнеза Милоша, којих и данас има. Кнегиња Јулија, супруга кнеза Михаила, такође је била жива, али се у међувремену удала по други пут. Она је преминула 19. фебруара 1919. у Бечу. Мајка краља Александра Наталија је отишла у Француску где је преминула 8. маја 1941, скоро 38 година после смрти сина. Мирко Петровић Његош, други син краља Николе, био је ожењен Наталијом Петровић Његош, која је била унука Анке Обреновић. Анка Обреновић је ћерка Јеврема и Томаније Обреновић, и рођена тетка краља Милана. Никола Петровић Његош је преко оца Михаила повезан са Обреновићима.
Александров отац краљ Милан је имао ванбрачног сина Ђорђа (Обрена) који је имао око 14 година у тренутку убиства полубрата. Током Првог светског рата је покушао да се представи као легитимни наследник Обреновића на престолу Србије, али му није успело, и преминуо је у сиромаштву 9. октобра 1925. Он је имао сина Стефана који је имао Панту. Он је у Француској преминуо 2002. без потомака.
Током Аустроугарске окупационе војне управе у Србији је 1917. подигнут споменик краљу Александру и краљици Драгој, који је срушен по окончању Првог светског рата. Марија Цинцар-Марковић, удовица последњег шефа владе под Обреновићима Димитрија Цинцар-Марковића, је током 21 – 30. октобра 1926. у Политици говорила о сећањима на атентат и околности које су до њега довеле у списку текстова под називом Уочи 29. маја. Ту се спомиње и да је Димитрије Цинцар-Марковић, после сазнања да краљица Драга не може имати деце, успео да осмисли план да је удаљи из земље и да се краљ Александар разведе. Путовање на ком је Цинцар-Марковић требао да оде са краљицом у Франценсбад где би је оставио је било заказано за 18. јун, али га је Мајски преврат предухитрио. Његов братанац Александар Цинцар-Марковић је касније био министар спољних послова у првој и другој влади Драгише Цветковића.
У Холивуду је 1932. снимљен филм Жена командује (A Woman Commands) са Полом Негри као Маријом-Драгом и Роландом Јангом као краљем Александром.
Током бомбардовања Београда 1941. је Црква Светог Марка, у којој су сахрањени краљ Александар и краљица Драга и још поједини Обреновићи, била тешко оштећена. Архијерејска власт је 7. октобра 1941. одлучила да се тела краља Александра и краљице Драга, Александровог даљег рођака кнеза Милана, његове прабаба-тетке Ане Обреновић (друга жена Јована Обреновића), рођеног брата Сергеја, уз тела још неких црквених великодостојника преместе у крипту нове цркве Светог Марка. Премештање је обављано од 2. до 15. маја 1942, а шеф владе народног спаса Милан Недић је на то премештање августа 1942. ставио ознаку поверљиво.
На 110. годишњицу Мајског преврата је Престолонаследник Александар Карађорђевић са супругом Катарином 11. јуна 2013. био на парастосу краљу Александру и краљици Драгој у цркви Светог Марка. Поред њих, молитва је одржана и за кнеза Милана, кнежевића Сергеја и кнегињу Ану, који су ту такође сахрањени. После молитве су им Карађорђевићи запалили свећу. Према једној причи Павле Карађорђевић је као 10-годишњак случајно ушао у просторију свог стрица Петра у Женеви у тренутку када је делегација завереника препричавала Петру Карађорђевићу детаље преврата. То га је веома потресло, и наводно је током живота повремено имао ноћне море о Мајском преврату.

## Сећање
- Телевизијска серија "Крај династије Обреновић" снимљена је у продукцији РТС 1995. Његов лик је играо Тихомир Станић.
- У кратком француском филму Assassinat de la famille royale de Serbie (Убиство српске краљевске породице) из 1903. године, краља Александра глуми Анри Етијеван.[95]
- У филму A Woman Commands, снимљеном у САД 1932. године, његов лик глуми Роланд Јанг.[96]
- Биста испред београдске општине Звездара, у Булевару Краља Александра, подигнута је 2004.
- Варошици Кожетин је 1882. промењено име у Александровац, попрсје је откривено 2013. Чак су и дренички "Арнаути" запамтили Александрово убиство у песми.[97]
- Булевар краља Александра у Београду је назван по њему.

## Титуле и признања
- 14. август 1876 - 22. фебруар 1882- Његово Светло Височанство кнез Александар Обреновић
- 22. фебруар 1882 - 22. фебруар 1889- Његово Краљевско Височанство принц Александар од Србије
- 22. фебруар 1889 - 29. мај 1903- Његово Величанство Александар I Обреновић краљ Србије

## Одликовања
За време владавине краља Александра одликовања Србије је по броју додељених одликовања било у зениту. Одличја израђена у овом историоском периоду представљају највећа техничка и занатска достигнућа тог доба а у естетском погледу су до данас ненадмашена.
Краљ Александар био је носилац великог броја српских и иностраних одликовања.

### Домаћа одликовања[в]
- Орден Светог кнеза Лазара
- Орден Милоша Великог
- Орден Таковског крста
- Орден Таковског крста са мачевима
- Орден Светог Саве
- Орден Белог орла
- Орден Црвеног крста
- Медаља за војничке врлине

### Страна одликовања
- Орден Светог Стефана (Аустроугарска монархија)
- Национални орден Легије части (Република Француска)
- Орден Светог Андреја (Руско царство)
- Орден Светог Станислава (Руско царство)
- Орден светог Александра Невског (Руско царство)
- Орден Меџедије (Отоманско царство)
- Орден Пресвете Благовести (Краљевина Италија) - доделио краљ Италије Умберто I 27. (15) новембра 1896. године.[99]
- Орден светих Мауриција и Лазара (Краљевина Италија)
- Орден круне Италије (Краљевина Италија)
- Орден Христа, Авиза и светог Џејмса са мачевима (Краљевина Португал)
- Орден Спаситеља (Краљевина Грчка)
- Орден књаза Данила I (Кнежевина Црна Гора)

## Занимљивости
- Око два месеца пре његовог рођења је Кнежевина Србија започела Први српско-турски рат.
- Рођендан му је био 8 дана пре рођендана његовог оца.
- Био је први српски краљ који се родио у Београду.[б]
- Кум му је био руски цар Александар II Романов, а по њему је и добио име. Крштен је 22. (10) октобра 1876, на прву годишњицу брака његових родитеља, а крстио га је Митрополит београдски Михаило са свештенством. Цара Русије је представљао амбасадор у Србији Андреј Николајевич Карцов, а поред њега су на крштењу присуствовали и сви тадашњи конзули, министри, чиновници, и остали званичници.[16]
- Имао је млађег брата Сергеја који је преминуо пар дана после порођаја, и полубрата по оцу Ђорђа Обреновића (Обрена Христића).
- Био је отприлике исте висине као Александар I Карађорђевић,[а] што значи да је имао око 1,74m. Његов отац краљ Милан је био нижи од њега.[г]
- За време његове владавине је Никола Тесла први и једини пут посетио Србију и Београд 1. јуна (17. маја) 1892. године,[6] а Александар га је и лично дочекао сутрадан са министром просвете Андром Николићем.[7]
- За време његове владавине су отворене и прве електране у Србији. Прва јавна електрана у Србији, Термоелектрана на Дорћолу, почела је са радом 5. октобра (23. септембра) 1893. године. Прва хидроелектрана, Мала хидроелектрана на реци Градац код Ваљева, отворена је 9. маја 1900. године, чиме је Ваљево постало први град са електричном енергијом у Србији. Такође је и у Ужицу 2. августа 1900. отворена прва хидроелектрана саграђена по Теслиним принципима — Мала хидроелектрана Под градом.[8]
- Током званичне посете Италији је 27. (15) новембра 1896. посетио и Ватикан где се срео са папом Лавом XIII.[99] То је вероватно и први пут да се неки српски владар сусрео са актуелним римским папом.
- Био је миропомазан за краља, и учествовао је у прослави 500. годишњице боја на Косову у Крушевцу 27. (14) јуна 1889. године.[9]
- Са краљицом Викторијом Хановерском је уговорио споразум о међусобном изручењу криминалаца Србије и Велике Британије, који је начињен је 6. децембра (23. новембра) 1900. године у два примерка у Београду. Споразум је са српске стране потписао тадашњи председник Владе и министар спољних послова Алекса Јовановић, а са британске амбасадор Уједињеног Краљевства у Србији Џорџ Франсис Бонхам.[10]
- Први је српски владар који се сусрео са кнезом Николом у Србији, на Видовдан 1896. године.
- Четврти је заредом владар из династије Обреновић за кога је морало да се прави Намесништво, а трећи који је малолетан наследио престо.
- Другови XI класе Артиљеријске школе, Михаило Рашић и Живојин Мишић, обављали су у једном периоду функције маршала двора и ађутанта на двору.
- Први је српски владар који је стално носио наочаре за вид. Тачна диоптрија није позната, али с обзиром да их је на сликама стално носио - вероватно није добро видео на даљину.
- Његова мајка краљица Наталија је преминула 38 година после њега, а жена кнеза Михаила, кнегиња Јулија 15 година после. Надживеле су га и ћерке Јована Обреновића Анастасија и Ермила. Јован је био старији рођени брат његовог прадеде Јеврема.
- И његов отац Милан и деда по оцу Милош су били ожењени женама из румунског племства.
- Постоји неколико сличности између њега и краља Александра Карађорђевића: обојица су касније током живота носили наочаре за вид (вероватно на даљину пошто су их стално носили), владали су као Александар I, увели су октроисане уставе (из 1901. и 1931), обојица су страдала у атентату, и њихови очеви су за живота на њих пренели краљевска овлашћења. Обреновић је званично постао краљ, а Карађорђевић је у име свог оца владао од 1914. Обојица су у неком тренутку распуштала скупштину и укидала њен рад, уводили су и Сенат, а били су отприлике и исте висине, око 1,74m.[а] Александар Обреновић је био први владар из своје династије после прадеде-стрица кнеза Милоша који је оженио Српкињу, а Александар Карађорђевић први владар из своје династије који је оженио странкињу.

## Породично стабло
| \| \| \| \| \| \| \| \| \| \| \| \| \| \| 16. Теодор Михаиловић \| \| \| \| \| \| \| \| \| \| \| \| \| \| \| \| \| \| \| \| \| \| \| \| \| \| \| \| \| \| \| \| \| \| \| \| \| \| \| \| \| \| \| \| \| \| \| \| \| \| \| \| \| \| \| \| \| \| \| \| 8. Јеврем Обреновић \| \| \| \| \| \| \| \| \| \| \| \| \| \| \| \| \| \| \| \| \| \| \| \| \| \| \| \| \| \| \| \| \| \| \| \| \| \| \| \| \| \| \| \| \| \| \| \| \| \| \| \| \| \| \| \| \| \| \| \| \| \| \| \| \| \| \| \| \| \| \| \| 17. Баба Вишња \| \| \| \| \| \| \| \| \| \| \| \| \| \| \| \| \| \| \| \| \| \| \| \| \| \| \| \| \| \| \| \| \| \| \| \| \| \| \| \| \| \| \| \| \| \| \| \| \| \| \| \| \| \| \| \| \| \| \| \| \| \| \| \| \| \| \| \| \| \| \| \| 4. Милош Обреновић \| \| \| \| \| \| \| \| \| \| \| \| \| \| \| \| \| \| \| \| \| \| \| \| \| \| \| \| \| \| \| \| \| \| \| \| \| \| \| \| \| \| \| \| \| \| \| \| \| \| \| \| \| \| \| \| \| \| \| \| \| \| \| \| \| \| \| \| \| \| \| \| 18. Анта Богићевић \| \| \| \| \| \| \| \| \| \| \| \| \| \| \| \| \| \| \| \| \| \| \| \| \| \| \| \| \| \| \| \| \| \| \| \| \| \| \| \| \| \| \| \| \| \| \| \| \| \| \| \| \| \| \| \| \| \| \| \| \| \| \| \| \| \| \| \| \| \| \| \| 9. Томанија Обреновић \| \| \| \| \| \| \| \| \| \| \| \| \| \| \| \| \| \| \| \| \| \| \| \| \| \| \| \| \| \| \| \| \| \| \| \| \| \| \| \| \| \| \| \| \| \| \| \| \| \| \| \| \| \| \| \| \| \| \| \| \| \| \| \| \| \| \| \| \| \| \| \| 19. Joka N. \| \| \| \| \| \| \| \| \| \| \| \| \| \| \| \| \| \| \| \| \| \| \| \| \| \| \| \| \| \| \| \| \| \| \| \| \| \| \| \| \| \| \| \| \| \| \| \| \| \| \| \| \| \| \| \| \| \| \| \| \| \| \| \| \| \| \| \| \| \| \| \| 2. Милан Обреновић \| \| \| \| \| \| \| \| \| \| \| \| \| \| \| \| \| \| \| \| \| \| \| \| \| \| \| \| \| \| \| \| \| \| \| \| \| \| \| \| \| \| \| \| \| \| \| \| \| \| \| \| \| \| \| \| \| \| \| \| \| \| \| \| \| \| \| \| \| \| \| \| 20. Iordache Catargiu, great treasurer of Moldavia \| \| \| \| \| \| \| \| \| \| \| \| \| \| \| \| \| \| \| \| \| \| \| \| \| \| \| \| \| \| \| \| \| \| \| \| \| \| \| \| \| \| \| \| \| \| \| \| \| \| \| \| \| \| \| \| \| \| \| \| \| \| \| \| \| \| \| \| \| \| \| \| 10. Константин Катарџи \| \| \| \| \| \| \| \| \| \| \| \| \| \| \| \| \| \| \| \| \| \| \| \| \| \| \| \| \| \| \| \| \| \| \| \| \| \| \| \| \| \| \| \| \| \| \| \| \| \| \| \| \| \| \| \| \| \| \| \| \| \| \| \| \| \| \| \| \| \| \| \| 21. Princess Ileana Rosetti \| \| \| \| \| \| \| \| \| \| \| \| \| \| \| \| \| \| \| \| \| \| \| \| \| \| \| \| \| \| \| \| \| \| \| \| \| \| \| \| \| \| \| \| \| \| \| \| \| \| \| \| \| \| \| \| \| \| \| \| \| \| \| \| \| \| \| \| \| \| \| \| 5. Елена Марија Катарџи \| \| \| \| \| \| \| \| \| \| \| \| \| \| \| \| \| \| \| \| \| \| \| \| \| \| \| \| \| \| \| \| \| \| \| \| \| \| \| \| \| \| \| \| \| \| \| \| \| \| \| \| \| \| \| \| \| \| \| \| \| \| \| \| \| \| \| \| \| \| \| \| 22. Ђурађ Балша \| \| \| \| \| \| \| \| \| \| \| \| \| \| \| \| \| \| \| \| \| \| \| \| \| \| \| \| \| \| \| \| \| \| \| \| \| \| \| \| \| \| \| \| \| \| \| \| \| \| \| \| \| \| \| \| \| \| \| \| \| \| \| \| \| \| \| \| \| \| \| \| 11. Есмералда Балша \| \| \| \| \| \| \| \| \| \| \| \| \| \| \| \| \| \| \| \| \| \| \| \| \| \| \| \| \| \| \| \| \| \| \| \| \| \| \| \| \| \| \| \| \| \| \| \| \| \| \| \| \| \| \| \| \| \| \| \| \| \| \| \| \| \| \| \| \| \| \| \| 23. Роксанда Стурдза \| \| \| \| \| \| \| \| \| \| \| \| \| \| \| \| \| \| \| \| \| \| \| \| \| \| \| \| \| \| \| \| \| \| \| \| \| \| \| \| \| \| \| \| \| \| \| \| \| \| \| \| \| \| \| \| \| \| \| \| \| \| \| \| \| \| \| \| \| \| \| \| 1. Александар I Обреновић \| \| \| \| \| \| \| \| \| \| \| \| \| \| \| \| \| \| \| \| \| \| \| \| \| \| \| \| \| \| \| \| \| \| \| \| \| \| \| \| \| \| \| \| \| \| \| \| \| \| \| \| \| \| \| \| \| \| \| \| \| \| \| \| \| \| \| \| \| \| \| \| 24. Ioniţă Keşco \| \| \| \| \| \| \| \| \| \| \| \| \| \| \| \| \| \| \| \| \| \| \| \| \| \| \| \| \| \| \| \| \| \| \| \| \| \| \| \| \| \| \| \| \| \| \| \| \| \| \| \| \| \| \| \| \| \| \| \| \| \| \| \| \| \| \| \| \| \| \| \| 12. Иван Петрович Кешко \| \| \| \| \| \| \| \| \| \| \| \| \| \| \| \| \| \| \| \| \| \| \| \| \| \| \| \| \| \| \| \| \| \| \| \| \| \| \| \| \| \| \| \| \| \| \| \| \| \| \| \| \| \| \| \| \| \| \| \| \| \| \| \| \| \| \| \| \| \| \| \| 25. Tarsiţa Costache \| \| \| \| \| \| \| \| \| \| \| \| \| \| \| \| \| \| \| \| \| \| \| \| \| \| \| \| \| \| \| \| \| \| \| \| \| \| \| \| \| \| \| \| \| \| \| \| \| \| \| \| \| \| \| \| \| \| \| \| \| \| \| \| \| \| \| \| \| \| \| \| 6. Петар Кешко \| \| \| \| \| \| \| \| \| \| \| \| \| \| \| \| \| \| \| \| \| \| \| \| \| \| \| \| \| \| \| \| \| \| \| \| \| \| \| \| \| \| \| \| \| \| \| \| \| \| \| \| \| \| \| \| \| \| \| \| \| \| \| \| \| \| \| \| \| \| \| \| 26. Ђурађ Балша (=22) \| \| \| \| \| \| \| \| \| \| \| \| \| \| \| \| \| \| \| \| \| \| \| \| \| \| \| \| \| \| \| \| \| \| \| \| \| \| \| \| \| \| \| \| \| \| \| \| \| \| \| \| \| \| \| \| \| \| \| \| \| \| \| \| \| \| \| \| \| \| \| \| 13. Наталија Балша \| \| \| \| \| \| \| \| \| \| \| \| \| \| \| \| \| \| \| \| \| \| \| \| \| \| \| \| \| \| \| \| \| \| \| \| \| \| \| \| \| \| \| \| \| \| \| \| \| \| \| \| \| \| \| \| \| \| \| \| \| \| \| \| \| \| \| \| \| \| \| \| 27. Роксанда Стурдза (=23) \| \| \| \| \| \| \| \| \| \| \| \| \| \| \| \| \| \| \| \| \| \| \| \| \| \| \| \| \| \| \| \| \| \| \| \| \| \| \| \| \| \| \| \| \| \| \| \| \| \| \| \| \| \| \| \| \| \| \| \| \| \| \| \| \| \| \| \| \| \| \| \| 3. Краљица Наталија \| \| \| \| \| \| \| \| \| \| \| \| \| \| \| \| \| \| \| \| \| \| \| \| \| \| \| \| \| \| \| \| \| \| \| \| \| \| \| \| \| \| \| \| \| \| \| \| \| \| \| \| \| \| \| \| \| \| \| \| \| \| \| \| \| \| \| \| \| \| \| \| 28. Иван Стурдза \| \| \| \| \| \| \| \| \| \| \| \| \| \| \| \| \| \| \| \| \| \| \| \| \| \| \| \| \| \| \| \| \| \| \| \| \| \| \| \| \| \| \| \| \| \| \| \| \| \| \| \| \| \| \| \| \| \| \| \| \| \| \| \| \| \| \| \| \| \| \| \| 14. Николај Стурдза \| \| \| \| \| \| \| \| \| \| \| \| \| \| \| \| \| \| \| \| \| \| \| \| \| \| \| \| \| \| \| \| \| \| \| \| \| \| \| \| \| \| \| \| \| \| \| \| \| \| \| \| \| \| \| \| \| \| \| \| \| \| \| \| \| \| \| \| \| \| \| \| 29. Ecaterina Rosetti-Roznovanu \| \| \| \| \| \| \| \| \| \| \| \| \| \| \| \| \| \| \| \| \| \| \| \| \| \| \| \| \| \| \| \| \| \| \| \| \| \| \| \| \| \| \| \| \| \| \| \| \| \| \| \| \| \| \| \| \| \| \| \| \| \| \| \| \| \| \| \| \| \| \| \| 7. Пулхерија Стурдза \| \| \| \| \| \| \| \| \| \| \| \| \| \| \| \| \| \| \| \| \| \| \| \| \| \| \| \| \| \| \| \| \| \| \| \| \| \| \| \| \| \| \| \| \| \| \| \| \| \| \| \| \| \| \| \| \| \| \| \| \| \| \| \| \| \| \| \| \| \| \| \| 30. Dimitrie Ghica-Comăneşti \| \| \| \| \| \| \| \| \| \| \| \| \| \| \| \| \| \| \| \| \| \| \| \| \| \| \| \| \| \| \| \| \| \| \| \| \| \| \| \| \| \| \| \| \| \| \| \| \| \| \| \| \| \| \| \| \| \| \| \| \| \| \| \| \| \| \| \| \| \| \| \| 15. Марија Розети-Розновану \| \| \| \| \| \| \| \| \| \| \| \| \| \| \| \| \| \| \| \| \| \| \| \| \| \| \| \| \| \| \| \| \| \| \| \| \| \| \| \| \| \| \| \| \| \| \| \| \| \| \| \| \| \| \| \| \| \| \| \| \| \| \| \| \| \| \| \| \| \| \| \| 31. Zoe Rosetti-Răducanu \| \| \| \| \| \| \| \| \| \| \| \| \| \| \| \| \| \| \| \| \| \| \| \| \| \| \| \| \| \| \| \| \| \| \| \| \| \| \| \| \| \| \| \| \| \| \| \| \| \| \| \| |                                                    |  |  |  |  |  |  |  |  |  |  |  |                       |  |  |  |
| |                                                    |  |  |  |  |  |  |  |  |  |  |  | 16. Теодор Михаиловић |  |  |  |
| |                                                    |  |  |  |  |  |  |  |  |  |  |  |                       |  |  |  |
| |                                                    |  |  |  |  |  |  |  |  |  |  |  |                       |  |  |  |
| |                                                    |  |  |  |  |  |  |  |  |  |  |  |                       |  |  |  |
| | 8. Јеврем Обреновић                                |  |  |  |  |  |  |  |  |  |  |  |                       |  |  |  |
| |                                                    |  |  |  |  |  |  |  |  |  |  |  |                       |  |  |  |
| |                                                    |  |  |  |  |  |  |  |  |  |  |  |                       |  |  |  |
| |                                                    |  |  |  |  |  |  |  |  |  |  |  |                       |  |  |  |
| | 17. Баба Вишња                                     |  |  |  |  |  |  |  |  |  |  |  |                       |  |  |  |
| |                                                    |  |  |  |  |  |  |  |  |  |  |  |                       |  |  |  |
| |                                                    |  |  |  |  |  |  |  |  |  |  |  |                       |  |  |  |
| |                                                    |  |  |  |  |  |  |  |  |  |  |  |                       |  |  |  |
| | 4. Милош Обреновић                                 |  |  |  |  |  |  |  |  |  |  |  |                       |  |  |  |
| |                                                    |  |  |  |  |  |  |  |  |  |  |  |                       |  |  |  |
| |                                                    |  |  |  |  |  |  |  |  |  |  |  |                       |  |  |  |
| |                                                    |  |  |  |  |  |  |  |  |  |  |  |                       |  |  |  |
| | 18. Анта Богићевић                                 |  |  |  |  |  |  |  |  |  |  |  |                       |  |  |  |
| |                                                    |  |  |  |  |  |  |  |  |  |  |  |                       |  |  |  |
| |                                                    |  |  |  |  |  |  |  |  |  |  |  |                       |  |  |  |
| |                                                    |  |  |  |  |  |  |  |  |  |  |  |                       |  |  |  |
| | 9. Томанија Обреновић                              |  |  |  |  |  |  |  |  |  |  |  |                       |  |  |  |
| |                                                    |  |  |  |  |  |  |  |  |  |  |  |                       |  |  |  |
| |                                                    |  |  |  |  |  |  |  |  |  |  |  |                       |  |  |  |
| |                                                    |  |  |  |  |  |  |  |  |  |  |  |                       |  |  |  |
| | 19. Joka N.                                        |  |  |  |  |  |  |  |  |  |  |  |                       |  |  |  |
| |                                                    |  |  |  |  |  |  |  |  |  |  |  |                       |  |  |  |
| |                                                    |  |  |  |  |  |  |  |  |  |  |  |                       |  |  |  |
| |                                                    |  |  |  |  |  |  |  |  |  |  |  |                       |  |  |  |
| | 2. Милан Обреновић                                 |  |  |  |  |  |  |  |  |  |  |  |                       |  |  |  |
| |                                                    |  |  |  |  |  |  |  |  |  |  |  |                       |  |  |  |
| |                                                    |  |  |  |  |  |  |  |  |  |  |  |                       |  |  |  |
| |                                                    |  |  |  |  |  |  |  |  |  |  |  |                       |  |  |  |
| | 20. Iordache Catargiu, great treasurer of Moldavia |  |  |  |  |  |  |  |  |  |  |  |                       |  |  |  |
| |                                                    |  |  |  |  |  |  |  |  |  |  |  |                       |  |  |  |
| |                                                    |  |  |  |  |  |  |  |  |  |  |  |                       |  |  |  |
| |                                                    |  |  |  |  |  |  |  |  |  |  |  |                       |  |  |  |
| | 10. Константин Катарџи                             |  |  |  |  |  |  |  |  |  |  |  |                       |  |  |  |
| |                                                    |  |  |  |  |  |  |  |  |  |  |  |                       |  |  |  |
| |                                                    |  |  |  |  |  |  |  |  |  |  |  |                       |  |  |  |
| |                                                    |  |  |  |  |  |  |  |  |  |  |  |                       |  |  |  |
| | 21. Princess Ileana Rosetti                        |  |  |  |  |  |  |  |  |  |  |  |                       |  |  |  |
| |                                                    |  |  |  |  |  |  |  |  |  |  |  |                       |  |  |  |
| |                                                    |  |  |  |  |  |  |  |  |  |  |  |                       |  |  |  |
| |                                                    |  |  |  |  |  |  |  |  |  |  |  |                       |  |  |  |
| | 5. Елена Марија Катарџи                            |  |  |  |  |  |  |  |  |  |  |  |                       |  |  |  |
| |                                                    |  |  |  |  |  |  |  |  |  |  |  |                       |  |  |  |
| |                                                    |  |  |  |  |  |  |  |  |  |  |  |                       |  |  |  |
| |                                                    |  |  |  |  |  |  |  |  |  |  |  |                       |  |  |  |
| | 22. Ђурађ Балша                                    |  |  |  |  |  |  |  |  |  |  |  |                       |  |  |  |
| |                                                    |  |  |  |  |  |  |  |  |  |  |  |                       |  |  |  |
| |                                                    |  |  |  |  |  |  |  |  |  |  |  |                       |  |  |  |
| |                                                    |  |  |  |  |  |  |  |  |  |  |  |                       |  |  |  |
| | 11. Есмералда Балша                                |  |  |  |  |  |  |  |  |  |  |  |                       |  |  |  |
| |                                                    |  |  |  |  |  |  |  |  |  |  |  |                       |  |  |  |
| |                                                    |  |  |  |  |  |  |  |  |  |  |  |                       |  |  |  |
| |                                                    |  |  |  |  |  |  |  |  |  |  |  |                       |  |  |  |
| | 23. Роксанда Стурдза                               |  |  |  |  |  |  |  |  |  |  |  |                       |  |  |  |
| |                                                    |  |  |  |  |  |  |  |  |  |  |  |                       |  |  |  |
| |                                                    |  |  |  |  |  |  |  |  |  |  |  |                       |  |  |  |
| |                                                    |  |  |  |  |  |  |  |  |  |  |  |                       |  |  |  |
| | 1. Александар I Обреновић                          |  |  |  |  |  |  |  |  |  |  |  |                       |  |  |  |
| |                                                    |  |  |  |  |  |  |  |  |  |  |  |                       |  |  |  |
| |                                                    |  |  |  |  |  |  |  |  |  |  |  |                       |  |  |  |
| |                                                    |  |  |  |  |  |  |  |  |  |  |  |                       |  |  |  |
| | 24. Ioniţă Keşco                                   |  |  |  |  |  |  |  |  |  |  |  |                       |  |  |  |
| |                                                    |  |  |  |  |  |  |  |  |  |  |  |                       |  |  |  |
| |                                                    |  |  |  |  |  |  |  |  |  |  |  |                       |  |  |  |
| |                                                    |  |  |  |  |  |  |  |  |  |  |  |                       |  |  |  |
| | 12. Иван Петрович Кешко                            |  |  |  |  |  |  |  |  |  |  |  |                       |  |  |  |
| |                                                    |  |  |  |  |  |  |  |  |  |  |  |                       |  |  |  |
| |                                                    |  |  |  |  |  |  |  |  |  |  |  |                       |  |  |  |
| |                                                    |  |  |  |  |  |  |  |  |  |  |  |                       |  |  |  |
| | 25. Tarsiţa Costache                               |  |  |  |  |  |  |  |  |  |  |  |                       |  |  |  |
| |                                                    |  |  |  |  |  |  |  |  |  |  |  |                       |  |  |  |
| |                                                    |  |  |  |  |  |  |  |  |  |  |  |                       |  |  |  |
| |                                                    |  |  |  |  |  |  |  |  |  |  |  |                       |  |  |  |
| | 6. Петар Кешко                                     |  |  |  |  |  |  |  |  |  |  |  |                       |  |  |  |
| |                                                    |  |  |  |  |  |  |  |  |  |  |  |                       |  |  |  |
| |                                                    |  |  |  |  |  |  |  |  |  |  |  |                       |  |  |  |
| |                                                    |  |  |  |  |  |  |  |  |  |  |  |                       |  |  |  |
| | 26. Ђурађ Балша (=22)                              |  |  |  |  |  |  |  |  |  |  |  |                       |  |  |  |
| |                                                    |  |  |  |  |  |  |  |  |  |  |  |                       |  |  |  |
| |                                                    |  |  |  |  |  |  |  |  |  |  |  |                       |  |  |  |
| |                                                    |  |  |  |  |  |  |  |  |  |  |  |                       |  |  |  |
| | 13. Наталија Балша                                 |  |  |  |  |  |  |  |  |  |  |  |                       |  |  |  |
| |                                                    |  |  |  |  |  |  |  |  |  |  |  |                       |  |  |  |
| |                                                    |  |  |  |  |  |  |  |  |  |  |  |                       |  |  |  |
| |                                                    |  |  |  |  |  |  |  |  |  |  |  |                       |  |  |  |
| | 27. Роксанда Стурдза (=23)                         |  |  |  |  |  |  |  |  |  |  |  |                       |  |  |  |
| |                                                    |  |  |  |  |  |  |  |  |  |  |  |                       |  |  |  |
| |                                                    |  |  |  |  |  |  |  |  |  |  |  |                       |  |  |  |
| |                                                    |  |  |  |  |  |  |  |  |  |  |  |                       |  |  |  |
| | 3. Краљица Наталија                                |  |  |  |  |  |  |  |  |  |  |  |                       |  |  |  |
| |                                                    |  |  |  |  |  |  |  |  |  |  |  |                       |  |  |  |
| |                                                    |  |  |  |  |  |  |  |  |  |  |  |                       |  |  |  |
| |                                                    |  |  |  |  |  |  |  |  |  |  |  |                       |  |  |  |
| | 28. Иван Стурдза                                   |  |  |  |  |  |  |  |  |  |  |  |                       |  |  |  |
| |                                                    |  |  |  |  |  |  |  |  |  |  |  |                       |  |  |  |
| |                                                    |  |  |  |  |  |  |  |  |  |  |  |                       |  |  |  |
| |                                                    |  |  |  |  |  |  |  |  |  |  |  |                       |  |  |  |
| | 14. Николај Стурдза                                |  |  |  |  |  |  |  |  |  |  |  |                       |  |  |  |
| |                                                    |  |  |  |  |  |  |  |  |  |  |  |                       |  |  |  |
| |                                                    |  |  |  |  |  |  |  |  |  |  |  |                       |  |  |  |
| |                                                    |  |  |  |  |  |  |  |  |  |  |  |                       |  |  |  |
| | 29. Ecaterina Rosetti-Roznovanu                    |  |  |  |  |  |  |  |  |  |  |  |                       |  |  |  |
| |                                                    |  |  |  |  |  |  |  |  |  |  |  |                       |  |  |  |
| |                                                    |  |  |  |  |  |  |  |  |  |  |  |                       |  |  |  |
| |                                                    |  |  |  |  |  |  |  |  |  |  |  |                       |  |  |  |
| | 7. Пулхерија Стурдза                               |  |  |  |  |  |  |  |  |  |  |  |                       |  |  |  |
| |                                                    |  |  |  |  |  |  |  |  |  |  |  |                       |  |  |  |
| |                                                    |  |  |  |  |  |  |  |  |  |  |  |                       |  |  |  |
| |                                                    |  |  |  |  |  |  |  |  |  |  |  |                       |  |  |  |
| | 30. Dimitrie Ghica-Comăneşti                       |  |  |  |  |  |  |  |  |  |  |  |                       |  |  |  |
| |                                                    |  |  |  |  |  |  |  |  |  |  |  |                       |  |  |  |
| |                                                    |  |  |  |  |  |  |  |  |  |  |  |                       |  |  |  |
| |                                                    |  |  |  |  |  |  |  |  |  |  |  |                       |  |  |  |
| | 15. Марија Розети-Розновану                        |  |  |  |  |  |  |  |  |  |  |  |                       |  |  |  |
| |                                                    |  |  |  |  |  |  |  |  |  |  |  |                       |  |  |  |
| |                                                    |  |  |  |  |  |  |  |  |  |  |  |                       |  |  |  |
| |                                                    |  |  |  |  |  |  |  |  |  |  |  |                       |  |  |  |
| | 31. Zoe Rosetti-Răducanu                           |  |  |  |  |  |  |  |  |  |  |  |                       |  |  |  |
| |                                                    |  |  |  |  |  |  |  |  |  |  |  |                       |  |  |  |
| |                                                    |  |  |  |  |  |  |  |  |  |  |  |                       |  |  |  |

## Породица

### Супруга
| име           | слика | датум рођења        | датум смрти   |
| ------------- | ----- | ------------------- | ------------- |
| Краљица Драга |       | 23. септембар 1866. | 11. јун 1903. |

## Галерија
- Александар и Драга Обреновић
- Њено Величанство краљица Драга и Његово Величанство Краљ Александар 1900, дописна карта, штампа, 14,2×9,2 cm, Београд. На аверсу је одштампано: Њено Величанство краљица Србије Драга – Његово Величанство Краљ Србије Александар I – DRAGA Reine de la SERBIE – ALEXANDRE I Roi de SERBIE. Овај рад доспео је у колекцију Музеја рудничко-таковског краја у Горњем Милановцу путем откупа 2007. године.
- Њихова Величанства Краљица Драгиња и Краљ Александар I, папир, штампа, 24,7×29,6 cm, Београд, 1900—1903. Овај рад доспео је у колекцију Музеја рудничко-таковског краја у Горњем Милановцу путем откупа.
- Српски краљ Александар и краљица Драга у Карловцима 29. I 1903, дописна карта, штампа, 9,1×12,4 cm, издање књижарнице Светозара Ф. Огњановића, Сремски Карловци, 1903. На аверсу је одштампано: Српски краљ Александар и краљица Драга у Карловцима 29. I 1903, Издање књижарнице Светозара Ф. Огњановића Карловци. Овај рад доспео је у колекцију Музеја рудничко-таковског краја у Горњем Милановцу путем поклона.
- Прокламација краља Александра Обреновића о његовој женидби са Драгом Машин
- Краљ Александар, издање Географског одељења Министарства војног, 37,7×49,3 cm, Београд, 1899. Ова хромолитографија доспела је у колекцију Музеја рудничко-таковског краја у Горњем Милановцу у виду поклона 2009. године. Испод колорисаног допојасног портрета краља у гардијској униформи стоји аутограф писан ћириличним словима Александар.
- Краљ Александар I Обреновић, аутора Милана Јовановића, фото-папир, картон, позитив, каширано, 15,3×10,3 cm, 12. новембар 1901, Београд. Аутограф: Мом милом Милану, Александар 12. IX 1901. Овај рад доспео је у колекцију Музеја рудничко-таковског краја у Горњем Милановцу путем откупа.